# Sự kiện Thiên An Môn
Cuộc biểu tình tại Quảng trường Thiên An Môn, ở Trung Quốc được gọi là Sự cố ngày 4 tháng 6 (tiếng Trung: 六四事件; bính âm: liùsì shìjiàn), là các cuộc biểu tình do sinh viên lãnh đạo được tổ chức tại Quảng trường Thiên An Môn, Bắc Kinh trong năm 1989. Nó còn được gọi là Thảm sát Quảng trường Thiên An Môn (tiếng Trung: 天安门大屠杀; bính âm: Tiān'ānmén dà túshā), quân đội được trang bị súng trường tấn công và xe tăng đã bắn vào những người biểu tình đang cố gắng ngăn chặn cuộc tiến công của quân đội vào Quảng trường Thiên An Môn. Các cuộc biểu tình bắt đầu vào ngày 15 tháng 4 và bị đàn áp vào ngày 4 tháng 6 khi chính phủ tuyên bố thiết quân luật và cử Giải phóng quân Nhân dân chiếm đóng các khu vực của trung tâm thủ đô Bắc Kinh. Ước tính số người chết từ vài trăm đến vài nghìn, với hàng nghìn người bị thương. Các cuộc biểu tình này đôi khi được gọi là Phong trào Dân chủ '89' (tiếng Trung: 八九民运; bính âm: Bājiǔ mínyùn) hoặc Sự cố Quảng trường Thiên An Môn (tiếng Trung: 天安门事件; bính âm: Tiān'ānmén shìjiàn).
Các cuộc biểu tình bắt đầu sau cái chết của tổng bí thư ủng hộ cải cách Hồ Diệu Bang vào tháng 4 năm 1989 trong bối cảnh kinh tế phát triển nhanh chóng và biến động xã hội ở Trung Quốc thời hậu Mao, phản ánh sự lo lắng của người dân và giới tinh hoa chính trị về tương lai của đất nước. Những cải cách trong những năm 1980 đã dẫn đến một nền kinh tế thị trường non trẻ mang lại lợi ích cho một số người nhưng lại gây bất lợi nghiêm trọng cho những người khác, hệ thống chính trị đơn đảng cũng phải đối mặt với nhiều thách thức. Những bất bình phổ biến vào thời điểm đó bao gồm lạm phát, tham nhũng, sự chuẩn bị hạn chế của sinh viên tốt nghiệp cho nền kinh tế mới và hạn chế tham gia chính trị. Mặc dù rất vô tổ chức và có mục tiêu khác nhau, các sinh viên đều kêu gọi trách nhiệm giải trình cao hơn, quy trình hợp hiến, dân chủ, tự do báo chí và tự do ngôn luận. Vào đỉnh điểm của cuộc biểu tình, khoảng một triệu người đã tập trung tại Quảng trường.
Khi các cuộc biểu tình diễn ra bùng nổ, các nhà chức trách phản ứng bằng cả biện pháp hòa giải và cứng rắn, làm lộ rõ sự chia rẽ sâu sắc trong giới lãnh đạo. Đến tháng 5, một cuộc tuyệt thực do sinh viên thực hiện đã thu hút sự ủng hộ trên khắp cả nước cho những người biểu tình, và các cuộc biểu tình đã lan ra khoảng 400 thành phố.
Trong số những lãnh đạo cao nhất của Đảng Cộng sản Trung Quốc, Thủ tướng Lý Bằng, bát đại nguyên lão Lý Tiên Niệm và Vương Chấn đã kêu gọi hành động dứt khoát bằng việc đàn áp bạo lực những người biểu tình, và cuối cùng lôi kéo được Lãnh đạo tối cao Đặng Tiểu Bình và Chủ tịch Dương Thượng Côn về phe của họ. Vào ngày 20 tháng 5, Quốc vụ viện tuyên bố thiết quân luật. Họ đã huy động tới 300.000 quân đến Bắc Kinh. Quân đội đã tiến vào các khu vực trung tâm Bắc Kinh trên các tuyến đường chính của thành phố vào sáng sớm ngày 4 tháng 6, giết chết cả người biểu tình và người ngoài cuộc. Các hoạt động sự dưới sự đồng chỉ huy của Tướng Dương Bạch Băng, anh trai cùng cha khác mẹ của Dương Thượng Côn.
Cộng đồng quốc tế, các tổ chức nhân quyền và các nhà phân tích chính trị đã lên án chính phủ Trung Quốc về vụ thảm sát. Nhiều nước phương Tây áp đặt lệnh cấm vận vũ khí đối với Trung Quốc. Chính phủ Trung Quốc đã bắt giữ trên diện rộng những người biểu tình và những người ủng hộ họ, đàn áp các cuộc biểu tình khác xung quanh Trung Quốc, trục xuất các nhà báo nước ngoài, kiểm soát chặt chẽ việc đưa tin các sự kiện trên báo chí trong nước, củng cố cảnh sát và lực lượng an ninh nội bộ, cách chức hoặc thanh trừng các quan chức mà họ cho là có thiện cảm với người biểu tình. Cuộc đàn áp đã kết thúc những cuộc cải cách chính trị bắt đầu từ năm 1986 và tạm dừng các chính sách tự do hóa của những năm 1980, sau này chỉ được nối lại một phần sau chuyến công du phía Nam của Đặng Tiểu Bình vào năm 1992. Được coi là một sự kiện khởi đầu, phản ứng đối với các cuộc biểu tình đã đặt ra các giới hạn về biểu hiện chính trị trong đất nước Trung Quốc, những giới hạn kéo dài cho đến tận ngày nay.  Các cuộc biểu tình này là dấu hỏi về tính hợp pháp của sự cai trị của Đảng Cộng sản và vẫn là một trong những chủ đề nhạy cảm và bị kiểm duyệt gắt gao nhất ở Trung Quốc.

## Tên gọi
Các sự kiện được đặt tên theo ngày trong tiếng Trung được quy ước theo mã số tháng và ngày, theo sau là loại sự kiện. Do đó, tên tiếng Trung phổ biến cho cuộc đàn áp vụ thảm sát ngày 4 tháng 6 năm 1989 được gọi là Sự kiện mùng 4 tháng 6 (六四事件 - lục tứ sự kiện) Tên được đặt theo cách đặt tên của hai hành động phản kháng khác cũng xảy ra ở quảng trường Thiên An Môn: Phong trào mùng 4 tháng 5 năm 1919 và Phong trào mùng 5 tháng 4 năm 1976. Khi nói đến toàn bộ phong trào, Phong trào mùng 4 tháng 6 (六四运动 - lục tứ vận động) hoặc Phong trào Dân chủ 89 (tiếng Trung: 八九民运, bát cửu dân vận) được sử dụng để mô tả toàn bộ sự kiện này.

## Bối cảnh
Cuộc cách mạng văn hóa kết thúc với cái chết của Mao Trạch Đông năm 1976. Do Mao khởi xướng, phong trào này đã gây ra thiệt hại nghiêm trọng cho kết cấu kinh tế và xã hội ban đầu của Trung Quốc. Đất nước này bị sa lầy trong nghèo đói khi sản xuất kinh tế chậm lại hoặc dừng hẳn. Tư tưởng chính trị là tối quan trọng trong cuộc sống của người dân thường cũng như hoạt động nội bộ của chính Đảng Cộng sản. Tại Hội nghị Trung ương 3 của Ủy ban Trung ương 11 vào tháng 12 năm 1978, Đặng Tiểu Bình nổi lên như nhà lãnh đạo thực tế của Trung Quốc. Đặng đưa ra một chương trình toàn diện để cải cách nền kinh tế Trung Quốc. Trong vài năm, hướng đi của Trung Quốc hoàn toàn thay đổi. Sự tập trung vào sự tinh khiết về ý thức hệ đã được thay thế bằng một động lực mạnh mẽ để đạt được sự thịnh vượng về vật chất.
Để điều hành chương trình cải cách của mình, Đặng đã đẩy các đồng minh của mình lên các chức vụ hàng đầu của chính phủ và đảng. Hồ Diệu Bang trở thành Tổng Bí thư của Đảng Cộng sản vào năm 1982, trong khi Triệu Tử Dương được bổ nhiệm làm Thủ tướng, người đứng đầu chính phủ, vào tháng 9 năm 1980.

### Những thách thức của cải cách
Các cải cách nhằm giảm vai trò của nhà nước trong nền kinh tế và dần dần đưa ra các hình thức sản xuất tư nhân trong nông nghiệp và công nghiệp. Đến năm 1981, khoảng 73% trang trại nông thôn đã ngừng hoạt động và 80% doanh nghiệp nhà nước được phép giữ lại lợi nhuận. Trong một vài năm, sản xuất tăng lên với những bước nhảy vọt, và nghèo đói đã giảm đáng kể.
Trong khi các cải cách nói chung được công chúng đón nhận, các mối lo ngại gia tăng về một loạt các vấn đề xã hội mà những thay đổi mang lại, bao gồm tham nhũng và gia đình trị của các quan chức đảng ưu tú. Hệ thống định giá do nhà nước ủy quyền, được áp dụng từ những năm 1950, từ lâu đã giữ giá ổn định ở mức thấp. Các cải cách ban đầu đã tạo ra một hệ thống hai mức giá trong đó một số giá được cố định trong khi các giá khác được phép dao động. Trong một thị trường thiếu hụt kinh niên, điều này cho phép những người có quan hệ tốt mua hàng hóa với giá thấp và sau đó bán lại với giá thị trường. Các quan chức đảng đột nhiên thấy mình chịu trách nhiệm về một chế độ nhà nước đang phát triển về quản lý kinh tế và khuyến khích to lớn cho việc ăn chênh lệch giá. Bất bình về tham nhũng của công chúng đạt đến mức phát sốt, và nhiều người, đặc biệt là những người trong cộng đồng trí thức, bắt đầu tin rằng chỉ có cải cách dân chủ và pháp quyền có thể hoạt động như một thuốc chữa bách bệnh cho các bệnh tật của đất nước.
Sau cuộc họp Bắc Đới Hà năm 1988, lãnh đạo đảng dưới thời Đặng Tiểu Bình đã đồng ý chuyển đổi sang hệ thống định giá dựa trên thị trường. Tin tức về việc nới lỏng kiểm soát giá đã kích hoạt làn sóng rút tiền mặt, mua và tích trữ hàng hóa trên khắp Trung Quốc. Chính phủ đã hoảng loạn và hủy bỏ cải cách giá cả trong vòng chưa đầy hai tuần, nhưng tác động của nó đã duy trì lâu hơn nhiều. Lạm phát tăng vọt. Các chỉ số chính thức báo cáo rằng chỉ số giá tiêu dùng tăng 30% tại Bắc Kinh trong khoảng từ 1987 đến 1988, dẫn đến sự hoảng loạn trong những người làm công ăn lương rằng họ không còn đủ khả năng mua hàng hóa chủ lực. Hơn nữa, trong nền kinh tế thị trường mới, các doanh nghiệp nhà nước không có lãi đã bị áp lực phải cắt giảm chi phí. Điều này đe dọa một tỷ lệ lớn dân số vốn phải dựa vào "vựa lúa sắt", tức là một loạt các lợi ích xã hội như bảo đảm việc làm, chăm sóc y tế và nhà ở được trợ cấp.

### Khủng hoảng xã hội và khủng hoảng tính hợp pháp
Các nhà lãnh đạo cải cách đã hình dung vào năm 1978 rằng trí thức sẽ đóng một vai trò hàng đầu trong việc hướng dẫn đất nước thông qua các cải cách, nhưng điều này đã không xảy ra như kế hoạch. Mặc dù đã mở các trường đại học mới và tăng tuyển sinh, hệ thống giáo dục do nhà nước chỉ đạo không tạo ra đủ sinh viên tốt nghiệp để đáp ứng nhu cầu thị trường gia tăng trong các lĩnh vực nông nghiệp, công nghiệp nhẹ, dịch vụ và đầu tư nước ngoài. Thị trường việc làm đặc biệt hạn chế đối với sinh viên chuyên ngành khoa học xã hội và nhân văn. Hơn nữa, các công ty tư nhân không còn cần phải chấp nhận sinh viên được nhà nước giao cho họ, và nhiều công việc lương cao đã được cung cấp trên cơ sở gia đình trị và sự thiên vị. Đạt được một vị trí tốt được nhà nước phân công có nghĩa là điều hướng một bộ máy quan liêu kém hiệu quả, trao quyền cho các quan chức có ít chuyên môn trong lĩnh vực quản lý của họ. Đối mặt với một thị trường việc làm ảm đạm và cơ hội ra nước ngoài hạn chế, trí thức và sinh viên đã tập trung quan tâm nhiều hơn vào các vấn đề chính trị. Các nhóm nghiên cứu nhỏ, như "Salon dân chủ" và "Salon vườn" (Caodi Shalong), bắt đầu xuất hiện trong khuôn viên trường đại học Bắc Kinh. Các tổ chức này thúc đẩy các sinh viên tham gia chính trị.
Đồng thời, hệ tư tưởng xã hội chủ nghĩa của đảng phải đối mặt với một cuộc khủng hoảng về tính hợp pháp khi nó dần dần áp dụng các thực tiễn tư bản chủ nghĩa. Doanh nghiệp tư nhân đã tạo điều kiện cho những kẻ trục lợi, lợi dụng các quy định lỏng lẻo và thường phô trương sự giàu có của họ trước những người nghèo hơn. Sự bất mãn phổ biến tập trung vào sự phân phối của cải không công bằng. Tham lam chứ không phải kỹ năng dường như trở thành yếu tố quan trọng nhất của thành công. Có sự vỡ mộng công khai rộng rãi về tương lai của đất nước. Quần chúng muốn thay đổi, nhưng sức mạnh để xác định "con đường chính xác" tiếp tục chỉ nằm trong tay của chính phủ mà họ không được bầu chọn.
Những cải cách toàn diện và rộng khắp đã tạo ra những khác biệt chính trị về tốc độ thị trường hóa và sự kiểm soát đối với hệ tư tưởng đi kèm với nó, mở ra một lỗ hổng sâu sắc trong giới lãnh đạo trung ương. Các nhà cải cách ("cánh hữu", do Hồ Diệu Bang lãnh đạo) ủng hộ tự do hóa chính trị và đa nguyên tư tưởng như là một kênh để nói lên sự bất mãn của công chúng, và thúc đẩy cải cách hơn nữa. Những người bảo thủ ("cánh tả", do Trần Vân lãnh đạo) nói rằng các cải cách đã đi quá xa, và ủng hộ việc quay trở lại kiểm soát chặt chẽ hơn của nhà nước để đảm bảo sự ổn định xã hội và phù hợp hơn với hệ tư tưởng xã hội chủ nghĩa của đảng. Cả hai bên đều cần sự ủng hộ của nhà lãnh đạo tối cao Đặng Tiểu Bình để thực hiện các quyết định chính sách quan trọng.

### Biểu tình sinh viên năm 1986
Vào giữa năm 1986, giáo sư vật lý thiên văn Phương Lệ Chi trở về từ một vị trí tại Đại học Princeton và bắt đầu một chuyến du lịch cá nhân quanh các trường đại học ở Trung Quốc; diễn thuyết về tự do, nhân quyền và phân chia quyền lực. Phương là một phần của dòng chảy ngầm rộng lớn hơn trong cộng đồng trí thức ưu tú nghĩ rằng nghèo đói và kém phát triển của Trung Quốc, và thảm họa của Cách mạng Văn hóa, là kết quả trực tiếp của hệ thống chính trị độc đoán và nền kinh tế chỉ huy cứng nhắc. Quan điểm rằng cải cách chính trị là câu trả lời duy nhất cho các vấn đề đang diễn ra của Trung Quốc đã thu hút được sự ủng hộ rộng rãi của các sinh viên, khi các bài phát biểu được ghi âm lại của Phương trở nên phổ biến rộng rãi trên cả nước. Đáp lại, Đặng Tiểu Bình cảnh cáo rằng Phương tôn sùng một cách mù quáng lối sống phương Tây, chủ nghĩa tư bản và hệ thống đa đảng, đồng thời phá hoại tư tưởng xã hội chủ nghĩa, giá trị truyền thống và sự lãnh đạo của đảng.
Lấy cảm hứng từ Fang và các phong trào 'sức mạnh nhân dân' khác trên khắp thế giới, vào tháng 12 năm 1986, những người biểu tình đã tổ chức các cuộc biểu tình chống lại tốc độ cải cách chậm chạp. Các vấn đề được nêu ra có phạm vi rộng, và bao gồm các yêu cầu về tự do hóa kinh tế, dân chủ và pháp quyền. Trong khi các cuộc biểu tình ban đầu được tổ chức tại Hợp Phì, nơi Fang sống, chúng nhanh chóng lan sang Thượng Hải, Bắc Kinh và các thành phố lớn khác. Điều này đã báo động giới lãnh đạo trung ương, và lãnh đạo đã buộc tội các sinh viên xúi giục hỗn loạn theo kiểu Cách mạng Văn hóa.
Tổng Bí thư Đảng Hồ Diệu Bang bị quy trách nhiệm vì có thái độ mềm mỏng và xử lý sai các cuộc biểu tình, do đó làm suy yếu sự ổn định xã hội. Ông đã bị những người bảo thủ lên án gay gắt và bị buộc thôi chức Tổng bí thư ngày 16 tháng 1 năm 1987. Sau đó, đảng bắt đầu "Chiến dịch chống tự do hóa tư sản ", nhắm vào Hồ, tự do hóa chính trị và các ý tưởng lấy cảm hứng từ phương Tây nói chung. Chiến dịch này ngăn chặn các cuộc biểu tình của sinh viên và thắt chặt môi trường chính trị, nhưng Hồ Diệu Bang vẫn nổi tiếng trong giới tiến bộ trong đảng, giới trí thức và sinh viên.

## Phản kháng phát triển

### Cái chết của Hồ Diệu Bang
Khi Hồ Diệu Bang đột ngột qua đời vì một cơn đau tim vào ngày 15 tháng 4 năm 1989, các sinh viên đã phản ứng mạnh mẽ, hầu hết họ tin rằng cái chết của ông có liên quan đến việc ông từ chức. Cái chết của Hồ đã tạo động lực ban đầu cho sinh viên tập hợp lại với số lượng lớn. Trong khuôn viên trường đại học, nhiều áp phích xuất hiện tưởng nhớ Hồ, kêu gọi sự hồi sinh di sản của ông. Trong vài ngày, hầu hết các áp phích đã viết về các vấn đề chính trị rộng lớn hơn, như tự do báo chí, dân chủ và tham nhũng. Những cuộc tụ tập nhỏ tự phát để bày tỏ thương tiếc Hồ bắt đầu vào ngày 15 tháng 4 xung quanh Đài tưởng niệm các Anh hùng Nhân dân tại Quảng trường Thiên An Môn. Cùng ngày, nhiều sinh viên tại Đại học Bắc Kinh (PKU) và Đại học Thanh Hoa đã dựng lên các bàn thờ, và tham gia vào cuộc họp mặt tại Quảng trường Thiên An Môn theo kiểu từng phần. Các cuộc họp mặt sinh viên có tổ chức cũng bắt đầu ở quy mô nhỏ ở Tây An và Thượng Hải vào ngày 16 tháng 4. Ngày 17 tháng 4, sinh viên tại Đại học Khoa học Chính trị và Luật Trung Quốc (CUPL) đã làm một vòng hoa lớn để tưởng nhớ Hồ Diệu Bang. Buổi khánh thành vòng hoa diễn ra vào ngày 17 tháng 4 và một đám đông lớn hơn mong đợi được tập hợp. Vào lúc 17:00, 500 sinh viên CUPL đã đến cổng phía đông của Đại lễ đường Nhân dân, gần Quảng trường Thiên An Môn, để bày tỏ lòng thương tiếc Hồ Diệu Bang. Các diễn giả nổi bật từ các hoàn cảnh khác nhau tụ tập lại và đưa ra các bài diễn văn ghi công Hồ trước công chúng và thảo luận về các vấn đề xã hội. Tuy nhiên, nó đã sớm bị coi là cản trở hoạt động của Đại lễ đường, vì vậy cảnh sát đã cố gắng thuyết phục các sinh viên giải tán.
Nhiều cuộc tụ tập tự phát nhỏ của người dân để tưởng nhớ Hồ Diệu Bang đã diễn ra vào ngày 15 tháng Tư quanh Đài tưởng niệm các anh hùng nhân dân tại Quảng trường Thiên An Môn. Bắt đầu vào đêm ngày 17 tháng 4, ba nghìn học sinh của trường Đại học Bắc Kinh đã diễu hành từ trường đến Quảng trường Thiên An Môn, cùng với gần một ngàn sinh viên từ Tsinghua đã tham gia. Khi đến nơi, họ nhanh chóng gia nhập lực lượng với những người đã tụ tập tại quảng trường. Dần dần, cuộc tập hợp quần chúng quy mô lớn này đã phát triển thành một cuộc biểu tình, khi các sinh viên bắt đầu phác thảo một danh sách những lời thỉnh cầu và đề xuất gửi tới Đảng Cộng sản Trung Quốc, trong đó họ kêu gọi chính phủ: 
- Công nhận quan điểm của Hồ Diệu Bang về dân chủ và tự do là chính xác;
- Thừa nhận rằng các chiến dịch chống tha hóa tinh thần và chống chủ nghĩa tự do tư sản của chính phủ đã sai lầm
- Công khai thông tin về thu nhập của các lãnh đạo nhà nước và thành viên gia đình của họ
- Cho phép báo chí tư nhân hoạt động và ngừng kiểm duyệt báo chí
- Tăng nguồn kinh phí đầu tư cho giáo dục và tăng lương cho giới trí thức
- Kết thúc việc kìm hãm cuộc biểu tình ở Bắc Kinh
- Công khai những đòi hỏi của sinh viên trên các phương tiện truyền thông chính thức[31][32]

Sáng ngày 18 tháng 4, sinh viên vẫn tụ tập ở Quảng trường. Một số người tập trung quanh Đài tưởng niệm Anh hùng Nhân dân hát những bài hát yêu nước và lắng nghe những bài phát biểu ngẫu hứng của ban tổ chức sinh viên, những người khác tập trung tại Đại lễ đường. Trong khi đó, một vài ngàn sinh viên đã tập trung tại cổng Tân Hoa, lối vào Trung Nam Hải, trụ sở của lãnh đạo đảng, tại đó họ yêu cầu đối thoại với lãnh đạo. Cảnh sát đã ngăn chặn các sinh viên đi vào đó. Các sinh viên sau đó thực hiện một cuộc biểu tình ngồi.
Vào ngày 20 tháng 4, hầu hết các sinh viên đã bị thuyết phục rời khỏi Cổng Tân Hoa. Để giải tán khoảng 200 sinh viên còn lại, cảnh sát đã sử dụng dùi cui; báo cáo đã có đụng độ nhỏ. Nhiều sinh viên cảm thấy bị cảnh sát lạm dụng, và những tin đồn về sự tàn bạo của cảnh sát lan truyền nhanh chóng. Vụ việc này khiến các sinh viên trong khuôn viên trường tức giận, dẫn đến những sinh viên vốn không hoạt động chính trị quyết định tham gia các cuộc biểu tình. Cũng vào ngày này, một nhóm công nhân tự xưng là Liên đoàn tự trị Công nhân Bắc Kinh đã ban hành hai tờ rơi thách thức ban lãnh đạo trung ương.
Tang lễ nhà nước của Hồ Diệu Bang diễn ra vào ngày 22 tháng Tư. Vào tối ngày 21 tháng 4, khoảng 100.000 sinh viên đã diễu hành trên Quảng trường Thiên An Môn, phớt lờ các mệnh lệnh từ chính quyền thành phố Bắc Kinh rằng Quảng trường sẽ phải đóng cửa để thực hiện tang lễ. Tang lễ diễn ra bên trong Đại lễ đường và có sự tham gia của lãnh đạo, được truyền hình trực tiếp tới các sinh viên. Tổng Bí thư Triệu Tử Dương đọc điếu văn. Đám tang dường như vội vã, và chỉ kéo dài 40 phút, khi cảm xúc dâng trào trên Quảng trường. Các sinh viên đã khóc.

Người phất cờ tại Quảng trường Thiên An Môn

An ninh đã chặn lối vào phía đông đến Đại lễ đường Nhân dân, nhưng một số sinh viên đã tiến về phía trước. Một số ít được phép vượt qua dòng người cảnh sát. Ba trong số những sinh viên này (Zhou Yongjun, Guo Haifeng và Zhang Zhiyong) quỳ xuống trên các bậc thang của Đại lễ để trình bày kiến nghị và yêu cầu được gặp Thủ tướng Lý Bằng.  Đứng bên cạnh họ, một sinh viên thứ tư (Ngô Nhĩ Khai Hy) đã có một bài phát biểu ngắn gọn, đầy cảm xúc cầu xin Lý Bằng ra và nói chuyện với họ. Số lượng lớn hơn các sinh viên vẫn còn ở Quảng trường nhưng bên ngoài hàng rào, đôi khi rất xúc động, hét lên những yêu cầu hoặc khẩu hiệu và lao về phía cảnh sát. Ngô Nhĩ Khai Hy làm dịu đám đông xuống khi họ chờ Thủ tướng xuất hiện. Tuy nhiên, không có nhà lãnh đạo nào đi ra khỏi Đại lễ đường, khiến các sinh viên thất vọng và tức giận; một số kêu gọi bãi khóa.
Vào ngày 21 tháng 4, sinh viên bắt đầu tổ chức lại dưới danh nghĩa của các tổ chức chính thức. Vào ngày 23 tháng 4, trong một cuộc họp của khoảng 40 sinh viên từ 21 trường đại học, Liên đoàn tự trị của sinh viên Bắc Kinh (còn gọi là Liên minh) đã được thành lập. Liên đoàn đã bầu sinh viên CUPL Zhou Yongjun làm chủ tịch. Wang Dan và Ngô Nhĩ Khai Hy cũng nổi lên như những người lãnh đạo. Liên minh này sau đó kêu gọi bãi khóa ở tất cả các trường đại học ở Bắc Kinh. Một tổ chức độc lập như vậy hoạt động bên ngoài thẩm quyền của đảng đã gióng lên hồi chuông báo động cho các lãnh đạo.
Vào ngày 22 tháng 4, lúc gần chạng vạng tối, bạo loạn nghiêm trọng đã nổ ra ở Trường Sa và Tây An. Ở Tây An, những kẻ bạo loạn đã phá hủy xe hơi và nhà cửa, và nạn cướp bóc xảy ra tại các cửa hàng gần cổng Tây Hoa của thành phố. Tại Trường Sa, 38 cửa hàng đã bị những kẻ cướp bóc phá hủy. Hơn 350 người đã bị bắt ở cả hai thành phố. Tại Vũ Hán, sinh viên đại học đã tổ chức các cuộc biểu tình phản đối chính quyền tỉnh. Khi tình hình trở nên biến động hơn trên toàn quốc, Triệu Tử Dương đã gọi nhiều cuộc họp của Ủy ban Thường vụ Bộ Chính trị (PSC). Triệu nhấn mạnh ba điểm: không khuyến khích sinh viên tiếp tục biểu tình và yêu cầu họ quay trở lại lớp học, sử dụng tất cả các biện pháp cần thiết để chống bạo loạn và các hình thức đối thoại cởi mở với các sinh viên ở các cấp chính quyền khác nhau. Thủ tướng Lý Bằng kêu gọi Triệu Tử Dương lên án những người biểu tình và nhận ra sự cần thiết phải có hành động nghiêm trọng hơn. Triệu đã bác bỏ quan điểm của Lý. Mặc dù đã có những lời kêu gọi ông ở lại Bắc Kinh, Triệu Tử Dương đã rời Trung Quốc để thực hiện chuyến thăm cấp nhà nước theo lịch trình tới Bắc Triều Tiên vào ngày 23 tháng 4.

### Bước ngoặt: Xã luận ngày 26 tháng 4
Sự rời đi của Triệu tới Bắc Triều Tiên đã khiến Lý Bằng trở thành quyền lãnh đạo cao nhất tại Bắc Kinh. Vào ngày 24 tháng 4, Lý Bằng và PSC đã gặp gỡ với Bí thư Bắc Kinh Li Ximing và thị trưởng Trần Hy Đồng để đánh giá tình hình tại Quảng trường. Các quan chức thành phố muốn giải quyết nhanh chóng cuộc khủng hoảng và đóng khung các cuộc biểu tình như một âm mưu lật đổ hệ thống chính trị của Trung Quốc và các nhà lãnh đạo đảng lớn, bao gồm cả Đặng Tiểu Bình. Với sự vắng mặt của Triệu, Ủy ban đã đồng ý rằng phải có hành động kiên quyết chống lại biểu tình. Vào sáng ngày 25 tháng 4, Chủ tịch nước Dương Thượng Côn và Thủ tướng Lý Bằng đã gặp Đặng Tiểu Bình tại dinh thự của Đặng. Đặng tán thành lập trường cứng rắn và cho biết một 'cảnh báo' thích hợp phải được phổ biến thông qua các phương tiện thông tin đại chúng để hạn chế các cuộc biểu tình tiếp theo. Cuộc họp đã thiết lập vững chắc sự đánh giá chính thức đầu tiên về các cuộc biểu tình từ ban lãnh đạo, và nhấn mạnh việc Đặng có 'tiếng nói cuối cùng' về các vấn đề quan trọng. Lý Bằng sau đó đã truyền lệnh soạn thảo các quan điểm của Đặng như một thông cáo và ban hành cho tất cả các quan chức Đảng Cộng sản cấp cao với nỗ lực nhằm huy động bộ máy đảng chống lại người biểu tình.
Vào ngày 26 tháng 4, tờ nhật báo chính thức của đảng Nhân Dân nhật báo đã phát hành một bài xã luận trên trang nhất có tiêu đề " Cần phải có lập trường rõ ràng chống lại các xáo trộn." Ngôn ngữ trong bài xã luận đã mô tả một cách hiệu quả phong trào sinh viên là một cuộc nổi dậy chống đảng, chống chính phủ. Bài báo làm các sinh viên phẫn nộ, và cho rằng bài báo như một bản cáo trạng trực tiếp về các cuộc biểu tình và nguyên nhân của nó. Bài xã luận đã gây ra phản tác dụng. Thay vì ép sinh viên phải nhận thua, bài báo đã đẩy sinh viên vào thế chống lại chính quyền. Bản chất phân cực của bài xã luận khiến nó trở thành điểm nhấn chính cho phần còn lại của các cuộc biểu tình. Bài xã luận gợi lên những ký ức của cuộc Cách mạng Văn hóa, sử dụng thuật hùng biện tương tự như sử dụng trong sự kiện Thiên An Môn năm 1976 - sự kiện mà ban đầu được dán nhãn là một âm mưu chống chính phủ nhưng sau đó đã được phục hồi như là một phong trào "yêu nước" dưới sự lãnh đạo của Đặng Tiểu Bình.

### Các cuộc biểu tình ngày 27 tháng 4

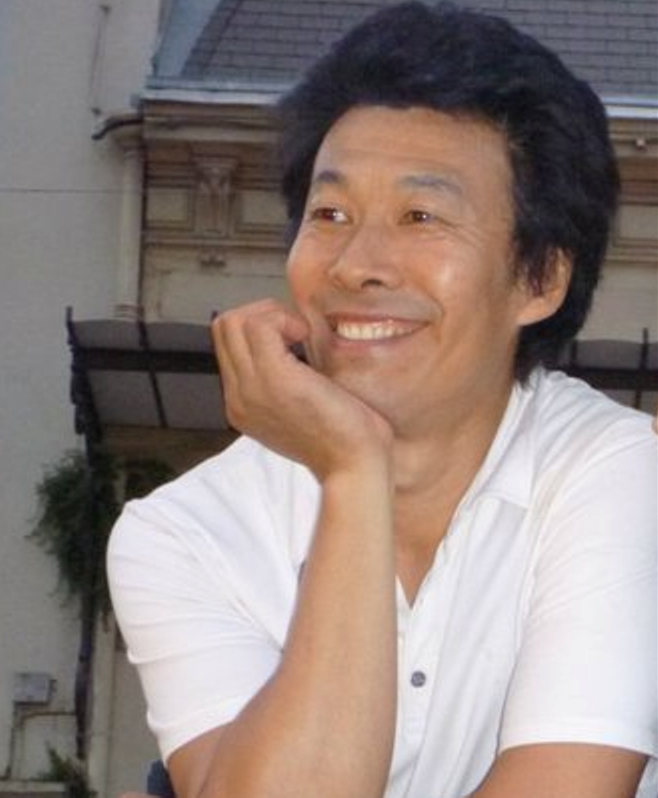
Han Dong Phương, người sáng lập Liên đoàn tự trị công nhân Bắc Kinh

Được tổ chức bởi Liên minh vào ngày 27 tháng 4, khoảng 50.000 -100.000 sinh viên từ tất cả các trường đại học Bắc Kinh đã diễu hành qua các đường phố của thủ đô đến Quảng trường Thiên An Môn, phá vỡ các hàng rào do cảnh sát thiết lập và nhận được sự ủng hộ rộng rãi của công chúng dọc đường, đặc biệt là từ các công nhân nhà máy. Các nhà lãnh đạo sinh viên, mong muốn thể hiện bản chất yêu nước của phong trào, cũng giảm bớt các khẩu hiệu chống Đảng cộng sản, chọn cách trình bày thông điệp là "chống tham nhũng, chống chủ nghĩa thân hữu", nhưng "ủng hộ đảng". Trớ trêu là các phe phái sinh viên thực sự kêu gọi lật đổ Đảng Cộng sản đã có được sự ủng hộ do kết quả của bài xã luận ngày 26 tháng 4.
Thành công rực rỡ của cuộc tuần hành đã buộc chính phủ phải nhượng bộ và gặp gỡ các đại diện sinh viên. Vào ngày 29 tháng 4, phát ngôn viên của Hội đồng Nhà nước Yuan Mu đã gặp gỡ các đại diện được chỉ định của các hiệp hội sinh viên do chính phủ lập ra. Trong khi các cuộc thảo luận đã thảo luận về một loạt các vấn đề, bao gồm cả bài xã luận, sự kiện Cổng Tân Hoa và tự do báo chí, các sinh viên đã đạt được rất ít kết quả đáng kể. Các nhà lãnh đạo sinh viên độc lập như Ngô Nhĩ Khả Hy đã từ chối tham dự cuộc họp.
Giọng điệu của chính phủ ngày càng thiên về hòa giải khi Triệu Tử Dương trở về từ Bình Nhưỡng vào ngày 30 tháng 4 và tiếp tục quyền hành pháp của mình. Theo quan điểm của Triệu, phương pháp tiếp cận cứng rắn là không hiệu quả và nhượng bộ là phương án duy nhất. Triệu yêu cầu báo chí được cởi mở để báo cáo phong trào một cách tích cực, và đưa ra hai bài phát biểu cảm thông vào ngày 3-4 tháng 5. Trong các bài phát biểu, Triệu nói rằng những lo ngại của sinh viên về tham nhũng là hợp pháp và bản chất của phong trào sinh viên là yêu nước. Các bài phát biểu về cơ bản phủ nhận thông điệp của bài xã luận ngày 26 tháng 4. Trong khi khoảng 100.000 sinh viên diễu hành trên đường phố Bắc Kinh vào ngày 4 tháng 5 để kỷ niệm Phong trào Ngũ Tứ và lặp lại yêu cầu từ các cuộc tuần hành trước đó, nhiều sinh viên hài lòng với những nhượng bộ của chính phủ. Ngày 4 tháng 5, tất cả các trường đại học Bắc Kinh trừ PKU và BNU đều tuyên bố chấm dứt tẩy chay. Sau đó, phần lớn các sinh viên bắt đầu mất hứng thú với phong trào.

## Biểu tình leo thang

### Chuẩn bị đối thoại
Ban lãnh đạo Đảng đã chia rẽ về cách đáp ứng với phong trào kể từ giữa tháng Tư. Sau khi Triệu Tử Dương trở về từ Bắc Triều Tiên, căng thẳng phe phái gia tăng giữa phe tiến bộ và phe bảo thủ. Những người ủng hộ tiếp tục đối thoại và cách tiếp cận mềm mỏng với các sinh viên đã tập hợp phía sau Triệu Tử Dương, trong khi những người bảo thủ cứng rắn phản đối phong trào tập hợp đằng sau Thủ tướng Lý Bằng. Triệu và Lý đã đụng độ tại một cuộc họp Ủy ban Thường vụ vào ngày 1 tháng 5. Lý cho rằng nhu cầu ổn định sẽ lấn át tất cả những thứ khác, trong khi Triệu nói rằng đảng nên thể hiện sự ủng hộ để tăng thêm dân chủ và minh bạch. Triệu yêu cầu đối thoại thêm nữa.
Để chuẩn bị đối thoại, Hội sinh viên tự trị đã bầu đại diện vào một phái đoàn chính thức. Tuy nhiên, đã có một số xích mích, vì các nhà lãnh đạo Liên minh đã miễn cưỡng để phái đoàn đơn phương kiểm soát phong trào. Phong trào bị chậm lại do thay đổi cách tiếp cận thong thả hơn, đã bị rạn nứt bởi sự bất hòa trong nội bộ, và ngày càng bị làm loãng bởi sự tham gia ngày càng giảm từ lực lượng sinh viên. Trong bối cảnh này, một nhóm các nhà lãnh đạo có khả năng lôi cuốn, bao gồm Wang Dan và Ngô Nhĩ Khả Hy, mong muốn lấy lại động lực. Họ cũng không tin vào những lời đề nghị 'đối thoại' của chính phủ, coi đối thoại chỉ là một mưu đồ được chính phủ thiết kế để câu giờ và làm dịu các sinh viên. Để thoát khỏi cách tiếp cận vừa phải và gia tăng từ từ hiện đang được các nhà lãnh đạo sinh viên lớn khác áp dụng, những sinh viên cấp tiến này bắt đầu kêu gọi quay trở lại các biện pháp đối đầu hơn. Họ tổ chức một kế hoạch vận động sinh viên tuyệt thực vào ngày 13   tháng 5. Những nỗ lực ban đầu để huy động những người khác cùng tham gia chỉ gặp được thành công khiêm tốn cho đến khi Sài Linh đưa ra lời kêu gọi đầy cảm xúc vào đêm trước khi cuộc tuyệt thực dự kiến bắt đầu.

### Cuộc tuyệt thực bắt đầu

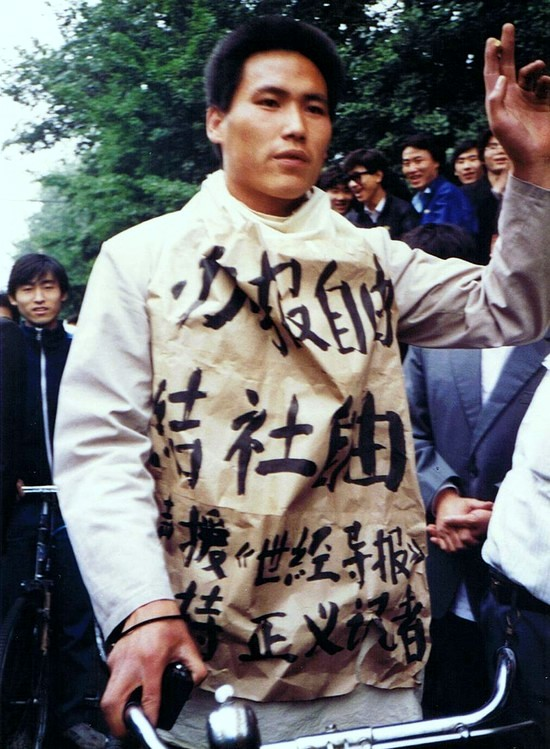
Một bức ảnh về Phố Chí Cường, một người biểu tình ở Thiên An Môn, chụp ngày 10 tháng 5 năm 1989. Những từ tiếng Trung viết trên tờ báo có nội dung: "Chúng tôi muốn tự do báo chí, tự do lập hội, cũng ủng hộ 'Báo kinh tế thế giới' và ủng hộ những nhà báo công bằng."

Các sinh viên bắt đầu tuyệt thực vào ngày 13 tháng 5, hai ngày trước chuyến thăm Trung Quốc cấp nhà nước được công bố rộng rãi của nhà lãnh đạo Liên Xô Mikhail Gorbachev. Biết rằng buổi lễ chào đón Gorbachev đã được lên kế hoạch tổ chức trên Quảng trường, các nhà lãnh đạo sinh viên muốn sử dụng cuộc tuyệt thực ở đó để buộc chính phủ phải đáp ứng yêu cầu của họ. Hơn nữa, cuộc tuyệt thực đã giành được sự đồng cảm rộng rãi từ dân chúng và tạo ra cho phong trào sinh viên tinh thần rất cao mà nó tìm kiếm. Đến chiều ngày 13 tháng 5, khoảng 300.000 người đã tập trung tại Quảng trường.
Lấy cảm hứng từ quá trình của các sự kiện ở Bắc Kinh, các cuộc biểu tình và đình công bắt đầu tại các trường đại học ở các thành phố khác, với nhiều sinh viên đi tới Bắc Kinh để tham gia biểu tình. Nói chung, cuộc biểu tình tại Quảng trường Thiên An Môn đã được sắp xếp hợp lý, với các cuộc tuần hành hàng ngày của các sinh viên từ các trường đại học khác nhau ở Bắc Kinh thể hiện sự đoàn kết của họ với sự tẩy chay của lớp và với yêu cầu của cuộc biểu tình. Các sinh viên đã hát The Internationale trên đoạn đường đi đến Quảng trường và tại Quảng trường. 
Sợ rằng phong trào sẽ vượt khỏi tầm kiểm soát, Đặng Tiểu Bình đã ra lệnh dọn dẹp Quảng trường để đón chuyến thăm của Gorbachev. Thực hiện yêu cầu của Đặng, Triệu Tử Dương một lần nữa sử dụng một cách tiếp cận mềm, và chỉ đạo cấp dưới của mình phối hợp đàm phán với sinh viên ngay lập tức. Zhao tin rằng ông có thể lôi cuốn lòng yêu nước của sinh viên và các sinh viên hiểu các dấu hiệu hỗn loạn nội bộ trong hội nghị thượng đỉnh Xô-Trung sẽ là sự xấu hổ cho quốc gia (không chỉ chính phủ). Vào sáng ngày 13 tháng 5, Yan Mingfu, người đứng đầu Mặt trận Thống nhất của Đảng Cộng sản, đã yêu cầu một cuộc họp khẩn cấp, tập hợp các nhà lãnh đạo và trí thức nổi tiếng, bao gồm Lưu Hiểu Ba, Chen Ziming và Wang Juntao. Yan cho biết chính phủ đã được chuẩn bị để tổ chức đối thoại trực tiếp với đại diện sinh viên, nhưng lễ chào đón Gorbachev tại Thiên An Môn sẽ bị hủy bỏ dù các sinh viên có rút khỏi Quảng trường hay không - điều này đồng nghĩa với việc loại bỏ quyền lực thương lượng mà các sinh viên nghĩ rằng họ sở hữu. Thông báo đã khiến ban lãnh đạo sinh viên rơi vào tình trạng hỗn loạn.

### Chuyến thăm của Mikhail Gorbachev
Hạn chế báo chí đã được nới lỏng đáng kể trong thời gian từ đầu đến giữa tháng 5. Truyền thông nhà nước bắt đầu phát sóng những đoạn phim gây thiện cảm với người biểu tình và phong trào, bao gồm cả những người tuyệt thực. Vào ngày 14 tháng 5, những trí thức do Dai Qing lãnh đạo đã xin phép Hu Qili để vượt qua sự kiểm duyệt của chính phủ và đưa ra những quan điểm tiến bộ của trí thức quốc gia trên Quang minh nhật báo. Các trí thức sau đó đã đưa ra một lời kêu gọi khẩn cấp yêu cầu các sinh viên rời khỏi Quảng trường trong một nỗ lực để giảm bớt xung đột. Tuy nhiên, nhiều sinh viên tin rằng các trí thức đang phát ngôn cho chính phủ, và từ chối di chuyển. Tối hôm đó, các cuộc đàm phán chính thức đã diễn ra giữa các đại diện chính phủ do Yan Mingfu dẫn đầu và đại diện sinh viên do Shen Tong và Xiang Xiaoji dẫn đầu. Yan khẳng định bản chất yêu nước của phong trào sinh viên và khẩn khoản xin sinh viên rút khỏi Quảng trường. Trong khi sự chân thành rõ ràng xin được thỏa hiệp của Yan làm một số sinh viên thỏa mãn, cuộc đàm phán ngày càng trở nên hỗn loạn khi các phe phái sinh viên cạnh tranh nhau chuyển tiếp các đòi hỏi không nhất quán và rời rạc tới các lãnh đạo. Ngay sau khi các nhà lãnh đạo sinh viên biết rằng sự kiện này đã không được phát sóng trên toàn quốc như lời hứa ban đầu của chính phủ, cuộc họp đã sụp đổ. Yan sau đó đích thân đến Quảng trường để kêu gọi các sinh viên, thậm chí đề nghị sinh viên giữ chính ông lại làm con tin. Yan cũng đưa lời cầu xin của học sinh đến Lý Bằng vào ngày hôm sau, yêu cầu Lý xem xét chính thức việc rút lại Xã luận ngày 26 tháng 4 và đổi nhãn hiệu cho phong trào là "yêu nước và dân chủ"; Lý đã từ chối.
Các sinh viên vẫn ở Quảng trường trong chuyến thăm của Gorbachev; lễ đón của ông đã được tổ chức tại sân bay. Hội nghị thượng đỉnh Xô-Trung, lần đầu tiên trong khoảng 30 năm, đánh dấu sự bình thường hóa quan hệ Xô-Trung, và được coi là một bước đột phá có ý nghĩa lịch sử to lớn đối với các nhà lãnh đạo Trung Quốc. Tuy nhiên, quá trình diễn ra suôn sẻ của nó đã bị phong trào sinh viên phá hỏng; điều này tạo ra một sự bối rối lớn ("mất mặt ") cho các lãnh đạo Trung Quốc trên sân khấu toàn cầu, và đẩy nhiều người trong chính phủ từ ôn hòa tới con đường 'cứng rắn' hơn. Hội nghị thượng đỉnh giữa Đặng và Gorbachev diễn ra tại Đại lễ đường Nhân dân giữa bối cảnh hỗn loạn và biểu tình ở Quảng trường. Khi Gorbachev gặp Triệu Tử Dương vào ngày 16 tháng 5, Triệu nói với Gorbachev, và xét về một phương diện mở rộng là với báo chí quốc tế, rằng Đặng vẫn là 'lãnh đạo tối cao' ở Trung Quốc. Đặng cảm thấy rằng nhận xét này là nỗ lực của Triệu để đổ lỗi cho việc xử lý phong trào sinh viên sai lầm sang cho Đặng. Việc Triệu Tử Dương bảo vệ cá nhân mình chống lại cáo buộc này bằng cách thông báo riêng cho các nhà lãnh đạo thế giới rằng Đặng là trung tâm quyền lực thực sự vốn là quy trình vận hành tiêu chuẩn; Lý Bằng đã có những tuyên bố riêng gần như giống hệt với tổng thống Hoa Kỳ George H.W. Bush vào tháng 2 năm 1989. Tuy nhiên, tuyên bố này đánh dấu sự chia rẽ mang tính quyết định giữa hai nhà lãnh đạo cấp cao nhất của đất nước Trung Quốc.

### Lấy đà

"Nữ thần Dân chủ" được sinh viên thực hiện tại Viện Nghệ thuật Trung ương và được dựng lên ở quảng trường trong cuộc biểu tình

Các cuộc tuyệt thực đã làm ủng hộ cho các sinh viên tăng vọt và khơi dậy sự cảm thông trên cả nước. Khoảng một triệu cư dân Bắc Kinh từ mọi tầng lớp đã thể hiện sự đoàn kết từ ngày 17-18 tháng 5. Những người này bao gồm nhân viên quân đội, sĩ quan cảnh sát và các quan chức đảng cấp thấp. Nhiều tổ chức Đảng và Đoàn Thanh niên cơ sở, cũng như các công đoàn lao động do chính phủ tài trợ, đã khuyến khích thành viên của họ đi biểu tình. Ngoài ra, một số tổ chức không cộng sản của Trung Quốc đã gửi thư cho Lý Bằng bày tỏ ủng hộ của họ đối với các sinh viên. Hội Chữ thập đỏ Trung Quốc đã đưa ra một thông báo đặc biệt và gửi một số lượng lớn nhân viên đến cung cấp dịch vụ y tế cho những người tuyệt thực trên Quảng trường. Sau khi Mikhail Gorbachev ra về, nhiều nhà báo nước ngoài vẫn ở lại thủ đô Trung Quốc để đưa tin về các cuộc biểu tình, khiến phong trào trở nên nổi bật trên bình diện quốc tế. Các chính phủ phương Tây kêu gọi Bắc Kinh giữ kiềm chế.
Phong trào, vốn suy yếu vào cuối tháng 4, giờ đã lấy lại được đà. Đến ngày 17 tháng 5, khi các sinh viên từ khắp đất nước đổ về thủ đô để tham gia phong trào, các cuộc biểu tình với quy mô khác nhau đã xảy ra ở khoảng 400 thành phố của Trung Quốc. Sinh viên biểu tình tại trụ sở đảng cấp tỉnh ở Phúc Kiến, Hồ Bắc và Tân Cương. Do các lãnh đạo Bắc Kinh không có ý kiến rõ ràng, chính quyền địa phương không biết làm thế nào để trả lời. Bởi vì các cuộc biểu tình bây giờ bao gồm một loạt các nhóm xã hội, mỗi nhóm mang theo những bất bình riêng, nên ngày càng không rõ chính phủ nên đàm phán với ai, và những yêu cầu của dân chúng là gì. Chính phủ Trung Quốc, vốn vẫn chia rẽ về cách đối phó với phong trào, đã thấy thẩm quyền và tính hợp pháp của nó dần bị xói mòn khi những người tuyệt thực dần trở nên nổi bật và nhận được sự đồng cảm rộng rãi. Những hoàn cảnh kết hợp này gây áp lực to lớn, ép chính quyền hành động, và thiết quân luật đã được thảo luận như một phản ứng khả thi.
Tình hình trở nên khó xử, nên sức nặng của việc quyết định hành động đã đặt trên vai nhà lãnh đạo tối cao Đặng Tiểu Bình. Tình thế lâm vào đối đầu vào ngày 17 tháng 5, trong một cuộc họp của Ủy ban Thường vụ Bộ Chính trị tại nhà riêng của Đặng. Tại cuộc họp, chiến lược dựa trên nhượng bộ của Triệu Tử Dương, kêu gọi rút lại bài Xã luận ngày 26 tháng 4, đã bị chỉ trích triệt để. Lý Bằng, Diêu Y Lâm và Đặng khẳng định rằng bằng cách phát biểu lời hòa giải với Ngân hàng Phát triển châu Á vào ngày 4 tháng 5, Triệu đã bộc lộ sự chia rẽ trong giới lãnh đạo cao nhất và thúc đẩy các sinh viên. Đặng cảnh báo rằng "không có cách nào lùi xuống mà không có tình trạng mất kiểm soát", và vì vậy "quyết định là chuyển quân vào Bắc Kinh để tuyên bố thiết quân luật" nhằm cho thấy lập trường không khoan nhượng của chính phủ. Để biện minh cho thiết quân luật, những người biểu tình được mô tả là những công cụ của "chủ nghĩa tự do tư sản", là những người đang giật dây phía sau hậu trường, cũng như là các công cụ của các thành phần trong đảng muốn tiếp tục các tham vọng cá nhân của họ. Trong phần còn lại của cuộc đời, Triệu Tử Dương khẳng định rằng quyết định cuối cùng nằm trong tay của Đặng: trong số năm thành viên Ủy ban có mặt tại cuộc họp, ông và Hu Qili phản đối việc áp dụng thiết quân luật; còn Lý Bằng và Diêu Y Lâm kiên quyết ủng hộ; và Kiều Thạch vẫn tỏ ra trung lập một cách cẩn thận và không theo bên nào. Đặng bổ nhiệm ba người Lý, Diêu và Kiều để thực hiện quyết định này.
Vào tối ngày 17 tháng 5, Ủy ban thường vụ đã họp tại Trung Nam Hải để hoàn thiện các kế hoạch cho quân luật. Tại cuộc họp, Triệu tuyên bố rằng ông đã sẵn sàng đi "nghỉ phép", với lý do ông không thể tự mình thực hiện thiết quân luật. Các trưởng lão tham dự cuộc họp, Bạc Nhất Ba và Dương Thượng Côn, kêu gọi Ủy ban tuân theo mệnh lệnh của Đặng. Triệu Tử Dương không coi cuộc bỏ phiếu của ủy ban, vốn không có kết luận rõ ràng, có ý nghĩa ràng buộc về mặt pháp lý đối với thiết quân luật;  Dương Thượng Côn, với tư cách là Phó Chủ tịch Quân ủy Trung ương, đã tiếp tục huy động quân đội di chuyển vào Bắc Kinh.
Lý Bằng gặp sinh viên lần đầu tiên vào ngày 18 tháng 5 trong một nỗ lực để xoa dịu mối quan tâm của công chúng về cuộc tuyệt thực. Trong các cuộc hội đàm, các nhà lãnh đạo sinh viên một lần nữa yêu cầu chính phủ hủy bỏ Xã luận 26 tháng 4 và khẳng định phong trào sinh viên là "yêu nước". Li Peng cho biết mối quan tâm chính của chính phủ là đưa những sinh viên tuyệt thực đến bệnh viện. Các cuộc thảo luận mang tính đối đầu và mang lại ít tiến bộ hoặc đối thoại, nhưng đã khiến các lãnh đạo sinh viên trở nên nổi bật trên truyền hình quốc gia. Đến thời điểm này, những người kêu gọi lật đổ đảng và cá nhân Lý Bằng và Đặng trở nên nổi bật cả ở Bắc Kinh và các thành phố khác. Những khẩu hiệu nhắm vào cá nhân họ Đặng, ví dụ như gọi ông là "quyền lực đằng sau ngai vàng".

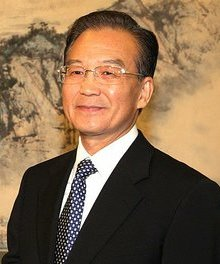
Ôn Gia Bảo, khi đó là Chánh văn phòng của Đảng, đã cùng Triệu Tử Dương đến gặp các sinh viên ở Quảng trường, sống sót sau cuộc thanh trừng chính trị của đảng và sau đó làm Thủ tướng từ năm 2003 đến 2013.

Vào sáng sớm ngày 19 tháng 5, Triệu Tử Dương đã đi cùng với Ôn Gia Bảo. Lý Bằng cũng đến Quảng trường, nhưng đã rời đi ngay sau đó. Lúc 4:50 sáng Triệu đã có một bài phát biểu với loa trước đám đông sinh viên, kêu gọi các sinh viên chấm dứt tuyệt thực. Một phần bài diễn văn của ông đã trở thành câu trích dẫn nổi tiếng: "Hỡi các sinh viên, chúng tôi đã đến quá muộn. Chúng tôi xin lỗi. Các bạn nói về chúng tôi, chỉ trích chúng tôi, tất cả những điều đó đều cần thiết. Lý do tôi đến đây không phải là để yêu cầu các bạn tha thứ cho chúng tôi. Tất cả những gì tôi muốn nói là các sinh viên đang rất yếu, đây là ngày thứ 7 kể từ khi các bạn tuyệt thực, các bạn không thể tiếp tục như thế này được. [...] Các bạn vẫn còn trẻ, vẫn còn nhiều ngày tháng ở phía trước, các bạn phải sống khỏe mạnh, để nhìn thấy ngày mà Trung Quốc hoàn thành bốn hiện đại hóa. Các bạn không giống chúng tôi, chúng tôi đã già, nó không còn quan trọng với chúng tôi nữa".. Bài phát biểu đầy cảm xúc của Zhao được một số học sinh hoan nghênh. Đây là lần xuất hiện trước công chúng cuối cùng của ông.
Vào ngày 19 tháng 5, Ủy ban Thường vụ đã gặp gỡ các nhà lãnh đạo quân sự và nguyên lão trong đảng. Đặng chủ trì cuộc họp và nói rằng thiết quân luật là lựa chọn duy nhất. Trong cuộc họp, Đặng tuyên bố rằng ông đã 'nhầm lẫn' khi chọn Hồ Diệu Bang và Triệu Tử Dương làm người kế vị, và quyết tâm loại Triệu khỏi vị trí Tổng Bí thư. Đặng cũng tuyên bố sẽ kiên quyết đối phó với những người ủng hộ Triệu và bắt đầu công việc tuyên truyền.

### Trên toàn quốc và ở bên ngoài Trung Quốc đại lục
Buổi đầu phong trào, truyền thông Trung Quốc có cơ hội hiếm hoi để thông tin một cách tự do và chính xác. Đa số họ được tự do viết và thông báo sự kiện đang diễn ra vì không bị các cơ quan địa phương và chính phủ quản lý. Tin tức nhanh chóng lan rộng trên khắp lục địa. Theo báo cáo của truyền thông Trung Quốc, sinh viên và công nhân tại hơn 400 thành phố, gồm cả các thành phố tại Nội Mông, cũng tổ chức lại và bắt đầu phản kháng. Mọi người cũng kéo tới thủ đô để gia nhập cuộc phản kháng tại Quảng trường Thiên An Môn.
Sinh viên đại học tại Thượng Hải cũng xuống đường để kỷ niệm cái chết của Hồ Diệu Bang và phản đối một số chính sách của chính phủ. Trong nhiều trường hợp, họ được sự ủng hộ của các uỷ ban đảng của trường. Giang Trạch Dân, khi ấy là bí thư đảng uỷ thành phố, diễn thuyết trước các sinh viên, bày tỏ sự cảm thông bởi ông cũng từng là một sinh viên hoạt động tích cực trước năm 1949. Cùng lúc ấy, ông nhanh chóng hành động điều các lực lượng cảnh sát tới kiểm soát đường phố và thanh trừng các lãnh đạo Đảng Cộng sản ủng hộ sinh viên.
Ngày 19 tháng 4, các biên tập viên tờ Thế giới kinh tế đạo báo, một tạp chí có khuynh hướng cải cách, quyết định xuất bản, trong số 439 ngày 24 tháng 4, một mục bình luận về Hồ Diệu Bang. Bên trong là một bài viết của Nghiêm Gia Kỳ, với lời lẽ ủng hộ những sinh viên phản kháng tại Bắc Kinh ngày 18 tháng 4, và kêu gọi đánh giá lại việc thanh trừng ông năm 1987. Ngày 21 tháng 4, một quan chức Đảng tại Thượng Hải đã yêu cầu tổng biên tập, Khâm Bản Lập, thay đổi một số đoạn. Khâm Bản Lập từ chối và Trần phải quay sang Giang Trạch Dân, người yêu cầu kiểm duyệt bài báo. Tới thời điểm ấy, đợt báo in đầu tiên đã được phát hành. Số còn lại được xuất bản với một trang trống. Ngày 26 tháng 4, Nhân dân Nhật báo xuất bản bài xã luận lên án cuộc phản kháng của sinh viên. Giang hành động theo hướng này và đình chỉ chức vụ của Khâm Bản Lập. Ông nhanh chóng nổi lên nắm quyền lực sau khi quả quyết dẹp yên những cuộc biểu tình năm 1989.
Tại Hương Cảng, ngày 27 tháng 5 năm 1989, hơn 300.000 người đã tụ họp tại trường đua ngựa Bào Mã Địa trong một sự kiện được gọi là "Những bài hát dân chủ dành cho Trung Quốc". Nhiều nhân vật nổi tiếng người Hồng Kông và Đài Loan đã cùng hát và thể hiện sự ủng hộ của họ với các sinh viên tại Bắc Kinh. Hôm sau, ngày 28 tháng 5, một đám diễu hành do Martin Lee, Szeto Wah và nhiều người khác dẫn đầu đã đi suốt hòn đảo Hồng Kông; 1.5 triệu người đã tham gia.
Cũng có những cuộc biểu tình tại Đài Loan. Chính phủ đã thông qua một điều luật cho rằng họ sẽ cung cấp một hộ chiếu Trung Hoa Dân quốc và hỗ trợ tài chính cho bất kỳ người Trung Quốc nào từ bỏ hộ chiếu Cộng hòa Nhân dân Trung Hoa.
Trên khắp thế giới, ở những nơi có nhiều người Trung Quốc sinh sống, những cuộc tụ tập và tuần hành diễn ra. Nhiều chính phủ, như Hoa Kỳ, Nhật Bản... cũng đưa ra những cảnh báo, khuyến cáo công dân nước mình không tới Cộng hòa Nhân dân Trung Hoa.

## Chính phủ giải tán cuộc biểu tình

### Thiết quân luật

Trong hình chụp nổi tiếng này, một người biểu tình đơn độc, "Người biểu tình vô danh", đứng chặn một đoàn xe tăng tại Bắc Kinh trong hơn nửa giờ ngày 5 tháng 6 năm 1989.
Hình do Jeff Widener (Associated Press) chụp.

Chính phủ Trung Quốc đã tuyên bố thiết quân luật vào ngày 20 tháng 5, và huy động khoảng 250.000 quân đến thủ đô Bắc Kinh. Sự xâm nhập của quân đội vào thành phố đã bị chặn tại các vùng ngoại ô bởi đám đông những người biểu tình. Hàng chục ngàn người biểu tình đã bao vây các xe quân sự, ngăn cản họ tiến lên hoặc rút lui. Những người biểu tình đã thuyết phục binh lính tham gia vào sự nghiệp đấu tranh của họ; họ cũng cung cấp cho binh lính đồ ăn, nước và nơi trú ẩn. Nhận thấy không có cách nào để tiến về phía trước, chính quyền đã ra lệnh cho quân đội rút quân vào ngày 24 tháng Năm. Tất cả các lực lượng chính phủ rút lui về căn cứ bên ngoài thành phố.
Trong lúc ấy, những cuộc biểu tình vẫn tiếp diễn. Cuộc tuyệt thực đang tiến dần tới tuần thứ ba và chính phủ đã giải quyết được nó trước khi có những người phải chết vì đói. Sau các cuộc bàn cãi trong giới lãnh đạo cộng sản, việc sử dụng lực lượng quân đội giải quyết khủng hoảng được đưa ra và dẫn tới một sự chia rẽ sâu sắc trong Bộ chính trị. Tổng Bí thư Triệu Tử Dương bị gạt khỏi ban lãnh đạo chính trị vì ông ủng hộ hành động phản kháng của sinh viên. Quân đội cũng không thống nhất trong việc giải quyết vấn đề và thừa nhận không ủng hộ trực tiếp việc sử dụng vũ lực, khiến giới lãnh đạo phải tìm kiếm các cá nhân muốn thực hiện mệnh lệnh của họ.
Binh sĩ và xe tăng thuộc Quân đoàn 27 và 28 Quân đội Giải phóng Nhân dân Trung Quốc được gửi tới kiểm soát thành phố. Quân đoàn 27 nằm dưới quyền chỉ huy của một sĩ quan có quan hệ với Dương Thượng Côn. Trong một cuộc họp báo, Tổng thống Hoa Kỳ George H. W. Bush đã thông báo những lệnh trừng phạt với Cộng hòa Nhân dân Trung Hoa, sau những lời kêu gọi hành động từ phía các thành viên Nghị viện như Thượng nghị sĩ Jesse Helms. Tổng thống Bush cho rằng thông tin tình báo ông nhận được cho thấy một số chia rẽ trong giới chỉ huy quân sự Trung Quốc, và thậm chí cả khả năng những vụ xung đột bên trong quân đội trong những ngày đó. Các báo cáo tình báo cũng cho thấy các đơn vị thuộc Quân đoàn 27 và 28 đã được đưa tới từ các tỉnh bên ngoài bởi các đơn vị địa phương của Quân đội Giải phóng Nhân dân được cho là có cảm tình với những người phản kháng và nhân dân trong thành phố. Các phóng viên miêu tả các binh sĩ thuộc Quân đoàn 27 là nhân tố chủ chốt gây thương vong cho dân thường. Sau cuộc tấn công vào quảng trường, Quân đoàn 27 được cho là đã thiết lập các địa điểm phòng thủ tại Bắc Kinh - không phải là kiểu bố trí phòng ngự trước các cuộc tấn công của nhân dân, mà trước những cuộc tấn công của các đơn vị quân đội khác. Mặt khác, Quân đoàn 38 sở tại, được cho là có cảm tình với lực lượng phản kháng. Họ không được cung cấp đạn dược và được cho là đã tự đốt các xe cộ của mình khi từ bỏ chúng để tham gia cuộc phản kháng.

### 1 đến 3 tháng 6
Vào tối ngày 2 tháng 6, sau khi nhận được báo cáo rằng một chiếc máy ủi của quân đội đã cán chết ba thường dân, những người biểu tình lo sợ rằng quân đội và cảnh sát đang cố gắng tiến vào Thiên An Môn . Lãnh đạo sinh viên đã ra lệnh khẩn cấp để thiết lập rào chắn tại các giao lộ chính với mục đích ngăn chặn việc quân đội xâm nhập vào trung tâm thành phố 
Sáng ngày 03 Tháng 6, sinh viên và người dân phát hiện có những binh lính mặc thường phục đang cố gắng tuồn vũ khí vào bên trong thành phố .
Các sinh viên đã tịch thu chúng và đưa vũ khí cho Cảnh sát Bắc Kinh. Các sinh viên phản đối bên ngoài Trung Nam Hải đã bị cảnh sát bắn hơi cay . Quân đội không vũ trang xuất hiện từ Đại lễ đường Nhân dân và nhanh chóng chạm trán đám đông người biểu tình. Một số người biểu tình đã cố gắng tấn công quân đội khi họ đụng độ bên ngoài Đại lễ đường Nhân dân, buộc binh sĩ phải rút lui, nhưng chỉ trong một thời gian ngắn 
Vào 16:30 ngày 3 tháng 6, Bộ Chính trị Trung Quốc đã họp và đã chính thức thông qua quyết định dặp tắt cuộc biểu tình:
- Các hoạt động để dập tắt cuộc bạo loạn phản cách mạng sẽ bắt đầu lúc 9 giờ tối giờ địa phương.
- Các đơn vị quân đội phải tập hợp trên Quảng trường trước 1 giờ sáng ngày 4 tháng 6 và Quảng trường phải được dọn dẹp trước 6 giờ sáng.
- Không có sự chậm trễ nào được dung thứ.
- Không ai được phép cản trở bước tiến của quân đội khi thi hành thiết quân luật. Quân đội được phép hành động tự vệ và sử dụng bất kỳ phương tiện nào để xóa bỏ những trở ngại.
- Phương tiện truyền thông nhà nước sẽ phát sóng cảnh báo cho công dân [55]

### 3 và 4 tháng 6: Dọn dẹp quảng trường

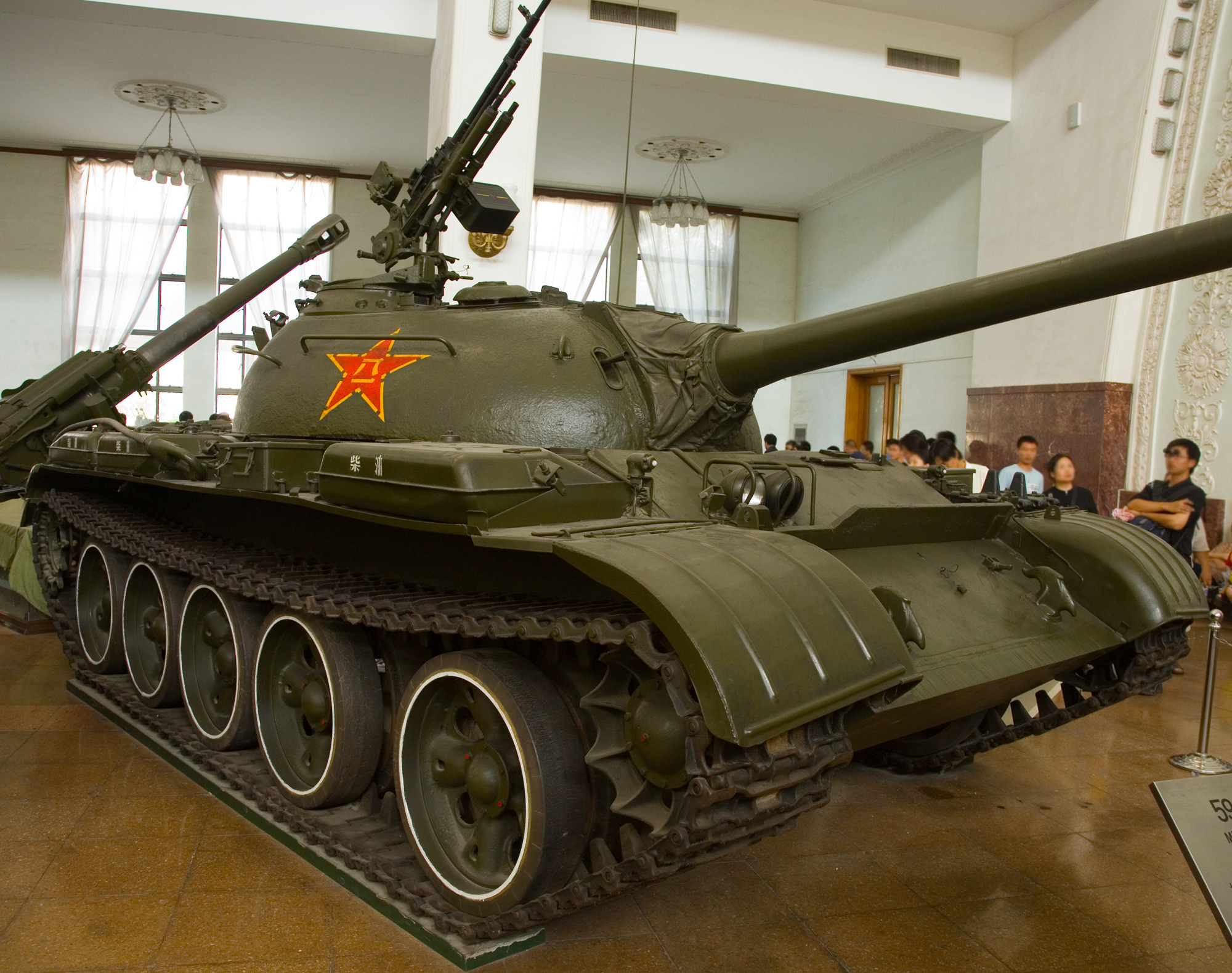
Một Xe tăng chủ lực kiểu 59 trưng bày tại Bảo tàng quân đội tại Tây Bắc Kinh. Ngày 3 tháng 6 năm 1989, Quân Giải phóng Nhân dân Trung Quốc đã dùng các xe tăng loại này trong cuộc trấn áp.

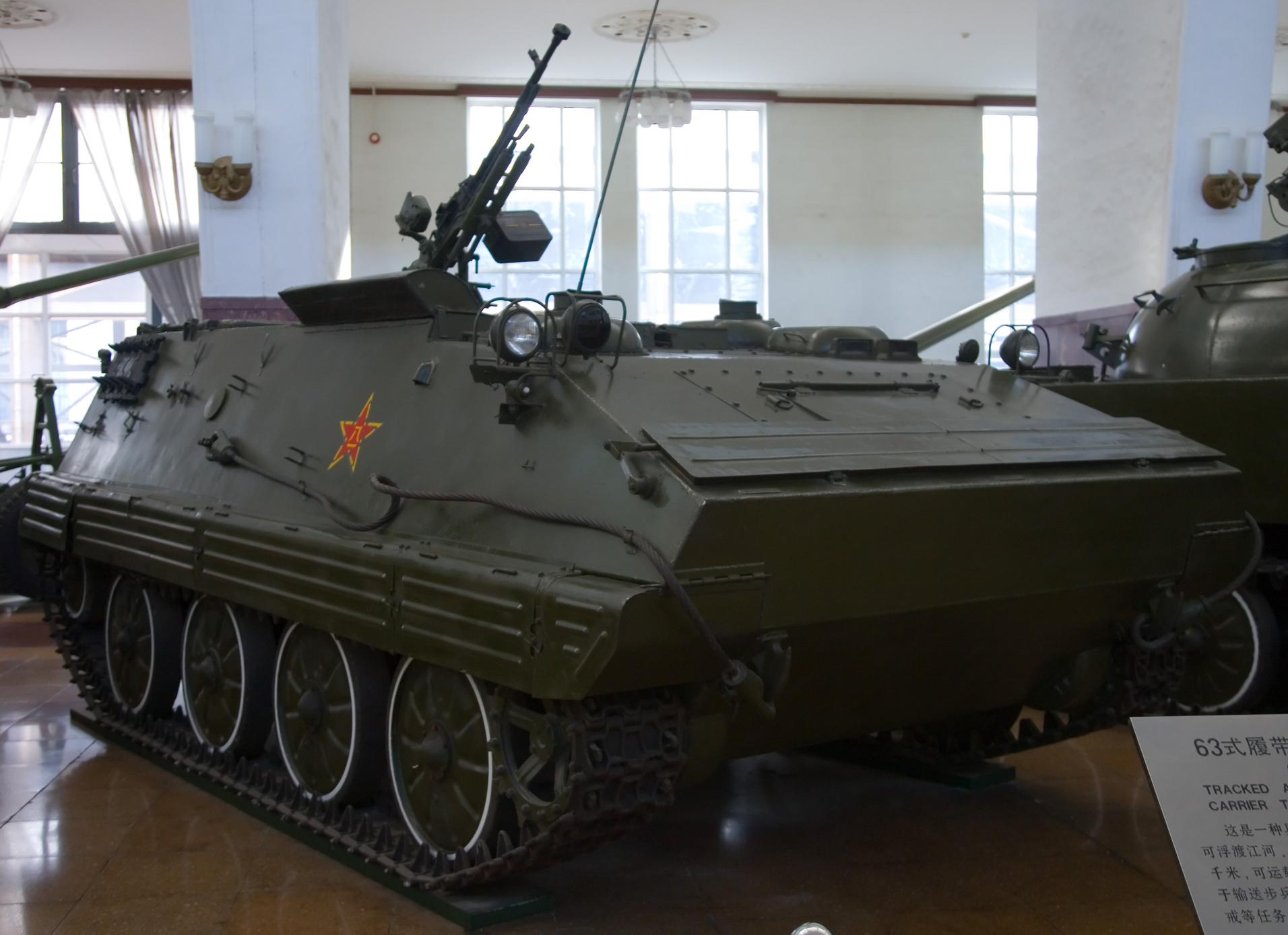
Xe bọc thép Kiểu 63.

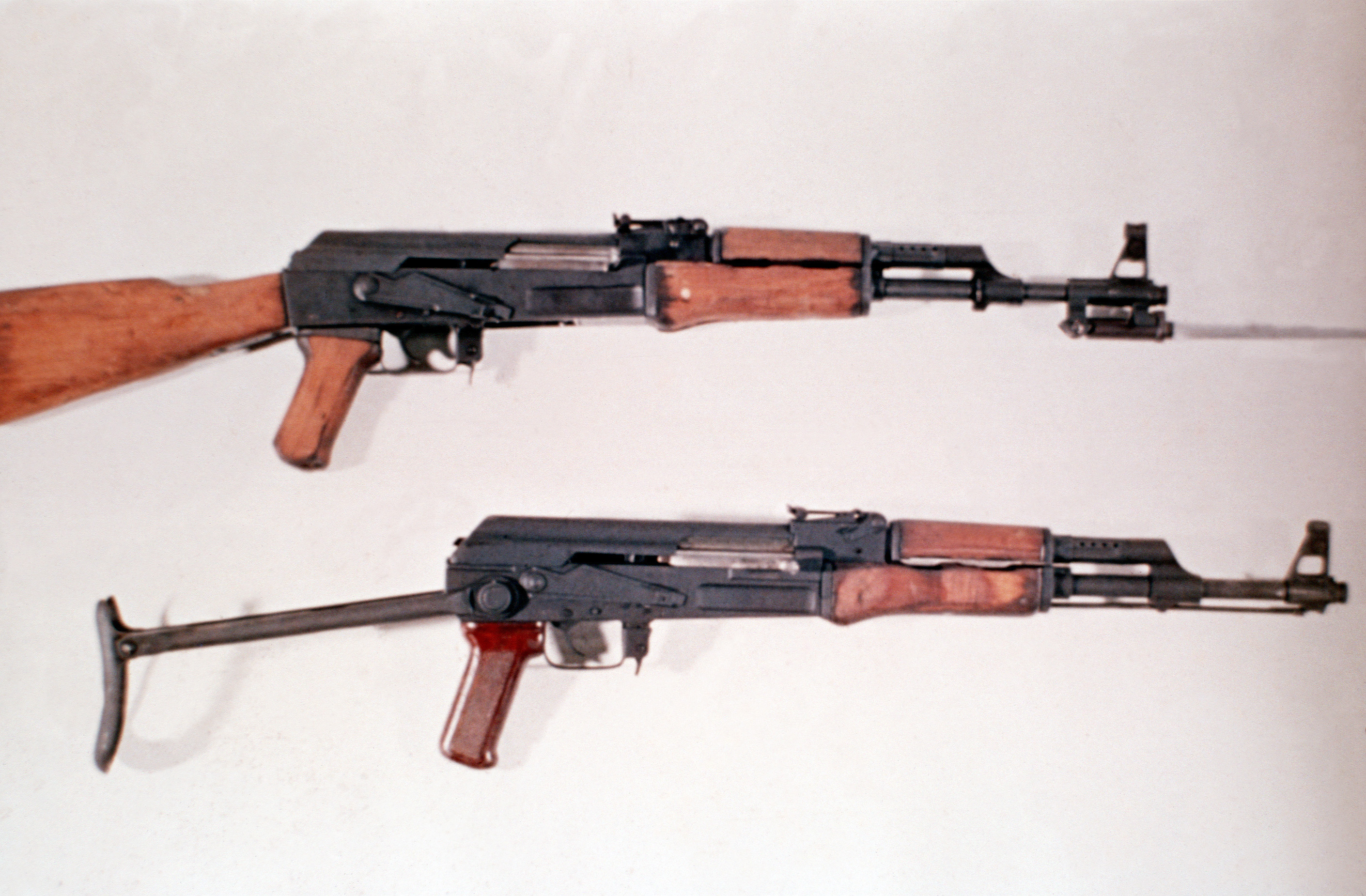
Không giống như Phong trào mùng 5 tháng 4 năm 1976, mà không có quân đội tham gia, năm 1989 binh sĩ Trung Quốc được trang bị bằng súng trường tự động kiểu 56 (trên), một phiên bản được copy theo khẩu AKS-47 (dưới).

Vào tối ngày 3 tháng 6, truyền hình nhà nước cảnh báo người dân ở lại trong nhà nhưng một số đông người dân đã xuống đường, để ngăn chặn quân đội tiến vào thành phố. Các đơn vị Quân Giải phóng tiến vào Bắc Kinh từ mọi hướng. Quân đoàn số 38, 63 và 28 tiến đến từ phía tây, Quân đoàn số 15, Quân đoàn số 20, 26 và 54 từ phía nam, Quân đoàn số 39 và Sư đoàn 1 tới từ phía đông cùng với Quân đoàn 40 và 64 từ phía bắc.

#### Đại lộ Trường An
Vào khoảng 22:00 Quân đoàn số 38 Quân giải phóng đã nổ súng vào những người biểu tình tại ngã tư Wukesong trên Đại lộ Trường An, cách Quảng trường Thiên An Môn khoảng 10 km về phía tây  Đám đông người biểu tình đã choáng váng khi nhận thấy rằng quân đội đang sử dụng súng đạn, họ đáp trả lại bằng việc chửi bới và ném đạn pháo. Song Xiaoming, một kỹ thuật viên hàng không vũ trụ 32 tuổi, bị giết tại Wukesong, là ca tử vong được xác nhận đầu tiên trong đêm đó . Đặc biệt có bằng chứng cho thấy Quân đội đã sử dụng đạn nở, một loại đạn bị cấm sử dụng trong chiến tranh bởi luật pháp quốc tế, để bắn vào người dân .
Vào khoảng 22:30 3/6, bước tiến của quân đội đã bị chặn lại một thời gian ngắn tại Muxidi, cách Quảng trường khoảng 5 km về phía tây, nơi những chiếc xe đẩy có khớp nối được đặt trên một cây cầu và đốt cháy . Đám đông người dân từ các khu chung cư gần đó đã cố gắng vây quanh đoàn xe quân sự và tìm cách chặn chúng. Quân đoàn 38 lại nổ súng, gây thương vong nặng nề .Theo bảng liệt kê các nạn nhân của các bà mẹ Thiên An Môn, 36 người đã chết tại Muxidi, trong đó có Wang Weiping, một bác sĩ chăm sóc cho những người bị thương .
Một số người đã thiệt mạng trong các căn hộ của các quan chức cấp cao nhìn ra đại lộ. Những người lính trút đạn vào các tòa nhà chung cư, và một số người bên trong hoặc trên ban công của tòa nhà đã bị bắn .
Quân đoàn 38 cũng sử dụng các xe bọc thép chở quân (APC) để đâm xuyên qua các xe buýt. Họ tiếp tục chiến đấu với những người biểu tình, những người đã nhanh chóng dựng lên các chướng ngại vật để cản bước tiến của quân đội . Khi quân đội tiếp tục tiến quân, tử vong được ghi lại dọc theo Đại lộ Trường An, tại Nanlishilu, Fuxingmen, Xidan, Liubukou và Thiên An Môn. Trong số những người bị giết là Duan Changlong, một sinh viên tốt nghiệp Đại học Thanh Hoa, bị bắn vào ngực khi anh ta cố gắng thương lượng với binh lính tại Xidan . Ở phía nam, quân đội cũng sử dụng đạn dược trực tiếp, và những ca tử vong của dân thường đã được ghi nhận tại Hufangqiao, Zhushikou, Tianqiao và Qianmen .

#### Người biểu tình tấn công các binh sĩ
Không giống như một số lãnh đạo phong trào biểu tình có xu hướng ôn hòa, Sài Linh (1 nữ lãnh đạo phong trào) dường như sẵn sàng ủng hộ việc người biểu tình có một cuộc xung đột bạo lực với chính quyền. Trong một cuộc phỏng vấn được thực hiện vào cuối tháng 5, Sài Linh trả lời rằng chỉ khi phong trào biểu tình kết thúc bằng một cuộc xung đột gây đổ máu, người Trung Quốc mới nhận ra tầm quan trọng của phong trào này, dù vậy cô ta cảm thấy rằng mình không thể chia sẻ quan điểm ủng hộ bạo lực này với các sinh viên tham gia biểu tình. Sài Linh cũng tuyên bố rằng không phải chỉ riêng cô ta có ý muốn này, vì cô đã nghe thấy Li Lu (1 lãnh đạo khác của phong trào) bày tỏ mong muốn về việc cuộc biểu tình sẽ bị trấn áp bằng bạo lực.

Người biểu tình quá khích đốt cháy xe bọc thép của quân đội

Khi những vụ tấn công của binh lính xảy ra, nó đã gây phẫn nộ cho cư dân của thành phố. Một số người trong số họ đã tấn công binh lính bằng gậy, đá, một số người biểu tình quá khích đã tấn công binh lính bằng gậy, đá và chai cháy molotov, đốt cháy xe quân sự và đánh chết những người lính bên trong xe. Trên một đại lộ ở phía tây Bắc Kinh, những người biểu tình chống chính phủ đã tấn công một đoàn xe quân sự gồm hơn 100 xe tải và xe bọc thép. Chính phủ Trung Quốc và những người ủng hộ họ đã cố gắng lập luận rằng quân đội chỉ chiến đấu để tự vệ và nêu ra những thương vong của binh sỹ để biện minh cho việc sử dụng vũ lực. Theo các nghiên cứu của Wu Renhua và báo cáo của chính phủ Trung Quốc, số binh sỹ thiệt mạng trong cuộc xung đột dù sao vẫn tương đối ít so với hàng trăm hoặc hàng ngàn thương vong dân sự. Phóng viên tờ Tạp chí Phố Wall đã tường thuật rằng:
Sau khi những chiếc xe tăng và hàng chục ngàn binh sĩ tiếp cận khu vực Thiên An Môn, nhiều đội quân đã được thiết lập bởi đám đông người biểu tình giận dữ, họ hét lên những từ "Phát xít". Hàng chục binh sĩ đã bị họ kéo ra khỏi xe tải, bị hành hung dữ dội và bị bỏ lại bên đường cho đến chết. Tại một ngã tư phía tây quảng trường, thi thể của một người lính trẻ, người đã bị đánh đến chết, bị lột trần truồng và treo bên hông xe buýt. Xác chết của một người lính khác bị treo lên tại một ngã tư phía đông quảng trường.
Vào khoảng 00:15, pháo sáng được bắn lên bầu trời và chiếc xe bọc thép đầu tiên xuất hiện trên Quảng trường từ phía tây. Lúc 00:30 sáng, hai APC khác đến từ phía Nam. Các sinh viên đã ném các khối xi măng vào các xe này. Một xe APC bị đứng lại, có lẽ bởi các thanh kim loại đã kẹt vào bánh xe của nó, và những người biểu tình đã bao phủ chiếc APC này với những chiếc chăn tẩm xăng và đốt cháy nó. Sức nóng dữ dội đã đẩy ba binh sĩ ở trong phải chạy ra, và bị những người biểu tình vây chặt. Các xe APC đã được báo cáo đã đè bẹp hàng loạt lều dựng tạm và nhiều người trong đám đông muốn đánh lại những người lính. Nhưng các học sinh đã tạo ra một tường dây bảo vệ và hộ tống ba binh sĩ đến trạm y tế gần Bảo tàng Lịch sử ở phía đông của Quảng trường.
Áp lực đè lên giới lãnh đạo của học sinh sinh viên, thúc ép họ chuyển sang bạo lực và trả thù chống lại những vụ giết người. Tại một thời điểm, Sài Linh nhấc loa lên và kêu gọi các bạn học sinh sinh viên chuẩn bị "tự vệ" chống lại "chính phủ đáng xấu hổ". Nhưng cô và Li Lu đồng ý tuân thủ đấu tranh hòa bình và tịch thu đá, gậy và chai thủy tinh của sinh viên.
Vào khoảng 01:30 sáng, đội tiên phong của Quân đội 38 và lính dù từ Quân đoàn 15 đến phía Bắc và phía Nam của Quảng trường. Họ bắt đầu bao vây Quảng trường, ngăn không cho quân tiếp viện của học sinh và cư dân đi vào, giết chết nhiều người biểu tình đang cố gắng vào Quảng trường. Trong khi đó, Quân đội 27 và 65 đổ ra khỏi Đại lễ đường Nhân dân ở phía tây và Quân đội 24 xuất hiện từ phía sau Bảo tàng Lịch sử về phía đông. Các sinh viên còn lại, số lượng vài nghìn người, hoàn toàn bị bao vây tại Đài tưởng niệm Anh hùng Nhân dân ở trung tâm Quảng trường. Vào lúc 2 giờ sáng, quân đội đã bắn các phát súng qua đầu các học sinh tại Đài tưởng niệm. Các sinh viên nói qua loa với các lực lượng quân đội: "Chúng tôi cầu xin bạn vì hòa bình, vì dân chủ và tự do của quê hương, vì sức mạnh và thịnh vượng của dân tộc Trung Quốc, hãy tuân thủ ý chí của nhân dân và không sử dụng vũ lực với những sinh viên biểu tình một cách hòa bình."
Vào khoảng 02:30 sáng, một số công nhân gần Đài tưởng niệm đã đoạt được một khẩu súng máy từ toán binh lính và thề sẽ trả thù. Hou Dejian đã thuyết phục họ từ bỏ vũ khí. Các công nhân cũng đã giao một khẩu súng trường không có đạn, và Liu Xiaobo phá hỏng nó bằng cách đập nó vào lan can bằng đá cẩm thạch của Đài tưởng niệm. Shao Jiang, một sinh viên đã chứng kiến vụ giết người tại Muxidi, cầu xin những người trí thức lớn tuổi hơn rút lui, nói rằng có quá nhiều người đã phải chết. Ban đầu, Liu Xiaobo đã miễn cưỡng, nhưng cuối cùng đã cùng với Zhou Tuo, Gao Xin và Hou Dejian đồng ý cho các nhà lãnh đạo sinh viên rút lui. Chai Ling, Li Lu và Feng Congde ban đầu từ chối ý tưởng rút lui. Vào lúc 03:30 sáng, theo đề nghị của hai bác sĩ ở trại Chữ thập đỏ, Hou Dejian và Zhuo Tuo đã đồng ý để đàm phán với những người lính. Họ lái xe cứu thương đến góc phía đông bắc của quảng trường và nói chuyện với Ji Xinguo, ủy viên chính trị của Trung đoàn 336 của Lục Quân 38, người đã chuyển yêu cầu ra lệnh cho tổng hành dinh, đồng ý cấp lối đi an toàn cho học sinh ở phía đông nam. Chính trị viên Ji nói với Hou, "nếu bạn có thể thuyết phục các sinh viên rời khỏi Quảng trường thì đó là một thành công lớn".
Lúc 04:00, đèn trên Quảng trường đột ngột tắt, và loa của chính phủ bắt đầu lên tiếng: "Việc dọn dẹp Quảng trường bắt đầu ngay bây giờ. Chúng tôi đồng ý với yêu cầu rời khỏi Quảng trường của các sinh viên." Các học sinh đã hát Quốc tế ca và chuẩn bị cho lần đối đầu cuối cùng. Hou trở lại và thông báo cho các nhà lãnh đạo sinh viên về thỏa thuận của mình với lực lượng quân đội. Vào lúc 4:30 sáng, đèn bật sáng và quân đội bắt đầu tiến lên Tượng đài từ mọi phía. Vào khoảng 04:32 sáng, Hou Dejian bật loa và kể lại cuộc gặp gỡ của anh với lực lượng quân đội. Nhiều sinh viên lần đầu tiên được biết về cuộc đàm phán này, đã phản ứng giận dữ và cáo buộc Hou là kẻ hèn nhát.
Những người lính ban đầu dừng lại cách các sinh viên khoảng 10 mét. Hàng binh sĩ đầu tiên đã nhắm mục tiêu với súng máy chờ sẵn. Đằng sau họ, các binh lính ngồi xổm và đứng với súng trường tấn công trong tay. Ở giữa là là cảnh sát chống bạo động với các tấm chắn. Xa hơn nữa là các xe tăng và xe APC. Feng Congde bật loa và giải thích rằng không còn thời gian để tổ chức một cuộc họp. Thay vào đó, một cuộc bỏ phiếu bằng giọng nói sẽ quyết định hành động tập thể của nhóm. Mặc dù tiếng "ở lại" to hơn "ra đi", Feng nói "ra đi" đã thắng thế. Vào thời điểm đó, vào khoảng 4:40 sáng, một đội quân đặc nhiệm với đồng phục ngụy trang đã chạy lên Đài tưởng niệm và bắn hỏng dàn loa của sinh viên. Các binh sĩ khác đánh đập và đạp vào hàng chục sinh viên tại Đài tưởng niệm, giật và đập vỡ máy ảnh và các thiết bị thu âm. Một sĩ quan cầm loa kêu gọi "các bạn sinh viên hãy rời khỏi, nếu không chuyện này sẽ không có kết thúc tốt đẹp."
Một số sinh viên và giáo sư thuyết phục những người khác vẫn đang ngồi trên các bậc thấp hơn của Đài tưởng niệm đứng dậy và rời đi, trong khi những người lính sử dụng dùi cui và báng súng để đánh đập họ hoặc đâm họ bằng lưỡi lê. Có nhân chứng đã nghe thấy tiếng súng nổ  Vào khoảng 5:10 sáng, các sinh viên bắt đầu rời khỏi Đài tưởng niệm. Những người từ chối rời đi đã bị lính đánh đập và ra lệnh họ tham gia đoàn sinh viên đang rời khỏi Quảng trường. Sau khi loại bỏ các học sinh ra khỏi Quảng trường, binh sĩ đã được lệnh từ bỏ đạn dược của họ, sau đó họ được phép rút lui từ 07:00 đến 09:00 sáng .
Đến 06:00 sáng ngày 4 tháng 6, khi một nhóm các sinh viên rời Quảng trường đang đi về phía tây trong làn đường dành cho xe đạp dọc theo Đại lộ Trường An, ba xe tăng quân đội đã đuổi theo họ từ Quảng trường, bắn khí cay và chèn qua đám đông, giết chết 11 sinh viên, làm bị thương một số người khác .

### Sau đó
Sau cuộc trấn áp tại Bắc Kinh ngày 4 tháng 6, những cuộc phản kháng tiếp tục diễn ra ở Trung Quốc lục địa trong nhiều ngày nữa. Có những cuộc biểu tình lớn tại Hồng Kông, nơi người dân mặc đồ đen tham gia biểu tình. Có những cuộc biểu tình tại Quảng Châu, và có những cuộc biểu tình lớn tại Thượng Hải và một cuộc tổng đình công. Cũng có những cuộc biểu tình tại các nước khác với nhiều người đeo băng tang đen. Tuy nhiên, chính phủ nhanh chóng giành lại quyền kiểm soát. Dù không có thông báo về những vụ giết hại với số lượng lớn khi các cuộc biểu tình chấm dứt ở những thành phố khác, một cuộc thanh trừng chính trị đã diễn ra trong đó các quan chức chịu trách nhiệm về việc tổ chức hay tha thứ cho những cuộc biểu tình đều bị mất chức, và các lãnh đạo cuộc biểu tình bị tống giam.

## Chiến dịch Chim hoàng yến của tình báo phương Tây
Chiến dịch Chim hoàng yến là một chiến dịch tình báo của phương Tây để giúp các nhân vật lãnh đạo cuộc biểu tình tại Thiên An Môn thoát khỏi sự bắt giữ của chính phủ Trung Quốc bằng cách giúp họ bí mật trốn ra nước ngoài qua ngả Hồng Kông Bộ Ngoại giao Pháp cũng như các cơ quan tình báo phương Tây như Cơ quan tình báo mật của Anh (MI6) và Cơ quan tình báo trung ương Hoa Kỳ (CIA) đã tham gia vào chiến dịch này, bao gồm việc bí mật đưa vào Trung Quốc các loại vũ khí, kính nhìn đêm và các thiết bị gây nhiễu sóng Những người tham gia khác bao gồm các chính khách, người nổi tiếng, doanh nhân và cả Hội Tam Hoàng (mafia Hồng Kông)
Chiến dịch này bắt đầu vào cuối tháng 6 năm 1989, ngay sau Văn phòng Công an thành phố Bắc Kinh ban lệnh vào ngày 13 tháng 6 năm 1989 để bắt giữ các nhà lãnh đạo của "Liên đoàn sinh viên tự trị Bắc Kinh" (tổ chức lãnh đạo cuộc biểu tình) đang chạy trốn. Chiến dịch đã kéo dài cho đến năm 1997. Chiến dịch đã đưa thành công hơn 400 nhân vật bất đồng chính kiến chống chính phủ Trung Quốc bí mật sang Hồng Kông, sau đó đưa họ sang các nước phương Tây. Nhiều nhân vật lãnh đạo cuộc biểu tình đã trốn thoát nhờ chiến dịch này, bao gồm Ngô Nhĩ Khai Hy, Sài Linh, Lí Lục, Phong Tòng Đức, Chen Yizi, và Su Xiaokang
Theo tờ Washington Post, ngay sau khi cuộc biểu tình ở Bắc Kinh bị đập tan, "Liên minh ủng hộ các phong trào dân chủ yêu nước ở Trung Quốc" (một tổ chức chính trị Hồng Kông) đã lập ra một danh sách ban đầu gồm 40 nhân vật bất đồng chính kiến mà họ tin rằng có thể tạo thành hạt nhân của "một phong trào dân chủ Trung Quốc lưu vong", với sự giúp đỡ về nhân lực, vật lực của các cơ quan tình báo phương Tây. Các nhóm buôn lậu, thậm chí cả Hội Tam Hoàng (Mafia Hồng Kông) đã được thuê để bí mật đưa những nhân vật này tới Hồng Kông bằng đường biển. Một cuộc giải cứu trung bình tốn 5.000 đôla, mặc dù một số nhà lãnh đạo chống chính phủ nổi bật có giá tới 70.000 đôla. Tổng chi phí của chiến dịch tốn kém ít nhất là 2 triệu USD. Chính quyền Anh (khi đó quản lý Hồng Kông) đã đồng ý cho phép Chiến dịch Chim hoàng yến tiếp tục miễn là những nhân vật đó rời khỏi một cách im lặng và nhanh chóng đến một nước thứ ba
Trong một cuộc phỏng vấn với Bloomberg, Alistair Asprey, cựu Bộ trưởng An ninh tại Hồng Kông, nói rằng các quan chức phương Tây đã gặp gỡ các nhân viên của lãnh sự quán nước ngoài vào những dịp khác nhau để hỏi về việc nước họ có nên chấp nhận đón những người bị Trung Quốc truy nã Chu Yiu-ming, một thành viên cốt lõi của Liên minh, cũng đã gửi thư cho các chính phủ nước ngoài yêu cầu họ chấp thuận đơn xin tị nạn. Ba nhà hoạt động ở Hồng Kông liên quan đến Chiến dịch đã bị chính quyền Trung Quốc bắt giữ ở đại lục, nhưng sau đó được thả sau khi có sự can thiệp của chính phủ Hồng Kông
Nhờ chiến dịch này, 7 trong số 21 nhân vật lãnh đạo cuộc biểu tình bị truy nã gắt gao nhất đã trốn thoát khỏi Trung Quốc Bảy người trốn thoát gồm Ngô Nhĩ Khai Hy, Sài Linh, Lí Lục, Phong Tòng Đức, Liang Qingtun, Wang Chaohua và Trương Bá Lạp, 14 người khác ra đầu thú hoặc bị bắt 7 người này, sau khi tới Mỹ hoặc Pháp, đã tiếp tục những hoạt động chống chính phủ Trung Quốc tại hải ngoại trong suốt 30 năm sau đó.

## Số người chết
Số người chết và bị thương trong vụ này vẫn chưa rõ ràng vì những sự khác biệt lớn giữa những ước tính khác nhau. Chính phủ Trung Quốc không bao giờ đưa ra dữ liệu chính thức chính xác hay danh sách những người chết.
Chính phủ Trung Quốc vẫn cho rằng không có người chết bên trong quảng trường, dù những đoạn video được quay ở thời điểm đó cho thấy có những tiếng đạn bắn. Uỷ ban Trung ương Đảng Cộng sản Trung Quốc và Quốc vụ viện tuyên bố rằng "hàng trăm binh sĩ Quân đội Giải phóng Nhân dân đã chết và số người bị thương còn nhiều hơn thế". Yuan Mu, phát ngôn viên Quốc vụ viện, đã nói tổng cộng khoảng 300 người chết, trong đó có 23 sinh viên của Trường đại học Bắc Kinh, cùng với một số người được ông miêu tả là "những tên lưu manh". Theo Trần Hy Đồng, thị trưởng Bắc Kinh, 200 dân thường và vài chục binh sĩ thiệt mạng. Vào ngày 19 tháng 6, Bí thư Đảng ủy Bắc Kinh Li Ximing báo cáo với Bộ Chính trị rằng số ca tử vong đã được xác nhận là 241, bao gồm 218 thường dân (trong đó có 36 sinh viên), 10 lính PLA và 13 Cảnh sát vũ trang nhân dân, cùng với 7.000 người bị thương. Các nguồn khác cho rằng 3.000 thường dân và 6.000 binh sĩ bị thương. Tháng 5 năm 2007, thành viên Chính hiệp Toàn quốc Trung Quốc tại Hương Cảng, Chang Ka-mun, nói 300 tới 600 người bị giết tại quảng trường Thiên An Môn. Ông cho rằng "có những kẻ sát nhân vũ trang trà trộn trong các nhóm sinh viên".
Các nhà báo nước ngoài, những người chứng kiến vụ việc thì lại tuyên bố có ít nhất 3.000 người chết. Một số bảng liệt kê con số thương vong còn cho rằng con số lên tới 5.000. Thống kê và ước tính từ nhiều nguồn và nhóm khác nhau cho thấy:
- 4.000 tới 6.000 thường dân chết - Edward Timperlake[101]
- 2.600 đã chết chính thức vào buổi sáng ngày 4 tháng 6 (số liệu này sau đó bị bác bỏ) - Hội Chữ thập đỏ Trung Quốc[96]. Một "nhân viên Chữ thập Đỏ Trung Quốc giấu tên" ước tính rằng tổng cộng 5.000 người chết và 30.000 bị thương[102]\
- Nicholas D. Kristof, lúc đó là giám đốc văn phòng Bắc Kinh của tờ New York Times, tin rằng khoảng một chục binh sĩ và cảnh sát đã bị giết, cùng với 400 đến 800 thường dân thiệt mạng.
- 1.000 người chết - Ân xá Quốc tế[96]
- 7.000 người chết (6.000 thường dân 1.000 binh sĩ) - tình báo NATO[101]
- Tổng cộng 10.000 người chết - các ước tính của Khối Xô viết[101]
- Hơn 3.700 người chết, gồm cả những người mất tích hoặc chết một cách bí mật hoặc những người từ chối được điều trị y tế - "một người đào tẩu giấu tên" từ Quân đội Giải phóng Nhân dân tuyên bố đã đọc một tài liệu mật trong giới sĩ quan[101]
- 186 thường dân có tên tuổi được xác nhận đã chết vào cuối tháng 6 năm 2006 - Giáo sư Đinh Tử Lâm[103]

### Những phủ nhận về "vụ thảm sát Thiên An Môn"
Phía Trung Quốc khẳng định không có vụ thảm sát sinh viên tại quảng trường Thiên An Môn và trên thực tế quân lính đã giải tán người biểu tình mà không nổ súng. Chính phủ Trung Quốc thừa nhận rằng đã nổ ra bạo lực, nhưng chủ yếu là bằng vũ khí thô sơ như gậy gộc, dùi cui giữa binh sĩ với những nhóm biểu tình.Theo thống kê của chính phủ Trung Quốc, khoảng 240 người đã chết trong các cuộc đụng độ vào ngày 4/6 và nhiều người trong số đó là binh lính Trung Quốc, họ chết do bị những người biểu tình tấn công bằng gậy gộc hoặc bom xăng. Tờ Washington Post mô tả chiến dịch tuyên truyền của chính phủ Trung Quốc trong sự kiện: "Sử dụng truyền hình, báo chí và các cuộc gặp mặt trực tiếp, chính phủ Trung Quốc đã phát động một cuộc tấn công tuyên truyền để thuyết phục 1 tỷ người dân của mình rằng những người tham gia phong trào dân chủ mà họ đàn áp đẫm máu tuần trước chính là những phần tử phản cách mạng... Trên truyền hình giờ đây chỉ phát sóng những hình ảnh về người biểu tình đang ném đá binh lính, đánh họ bằng gậy gộc, và trong một số bức ảnh đặc biệt ấn tượng thì xe cứu hỏa, xe buýt và thậm chí cả xe bọc thép cũng đã bị đốt cháy. Trong một số trường hợp, những người lính vẫn ở bên trong vào thời điểm đó. Trên một đại lộ ở phía tây Bắc Kinh, những người biểu tình đã đốt cháy toàn bộ đoàn xe quân sự gồm hơn 100 xe tải và xe bọc thép. Hình ảnh trên không của đám cháy và cột khói đã ủng hộ mạnh mẽ cho lập luận của chính phủ Trung Quốc rằng quân đội của họ là nạn nhân, không phải đao phủ. Cảnh khác cho thấy xác chết binh lính và người biểu tình tước súng trường tự động của những binh lính không chống cự... Bằng cách trộn lẫn những cảnh như vậy với cảnh những thanh niên ủ rũ, xấu hổ khi bị cảnh sát giam giữ, chính phủ dường như đang cố gắng miêu tả những người tham gia phong trào dân chủ là một băng đảng trộm cắp và phá hoại".
Ông Helmut Schmidt (Thủ tướng Tây Đức từ 1974 tới 1982) là một quan chức cấp cao phương Tây phủ nhận sự mô tả về "vụ thảm sát" đối với sự kiện Thiên An Môn. Theo ông tường thuật, đoàn biểu tình ban đầu ôn hòa, quân đội Trung Quốc cũng chỉ trang bị thô sơ và không có kế hoạch dùng bạo lực để đàn áp. Tuy nhiên những người biểu tình về sau đã ném bom xăng, gạch đá tấn công quân đội và từ đó bạo lực mới xảy ra. Ông Helmut Schmidt nói thêm: Trong vụ Thiên An Môn, quân đội Trung Quốc chỉ tự vệ và con số 2.600 người chết là "cực kỳ phóng đại" Thời điểm đó, đại sứ Đức tại Bắc Kinh báo cáo rất chi tiết sự kiện với con số người chết nhỏ hơn nhiều.
Vào ăm 2012, Wikileaks đã tiết lộ về vụ Thiên An Môn từ điện tín gửi về Mỹ của tòa đại sứ Mỹ tại Bắc Kinh vào thời điểm vụ Thiên An Môn xảy ra, cho thấy quân lính Trung Quốc thực sự đã không nổ súng bắn người biểu tình tại Quảng trường Thiên An Môn, mà họ đã nổ súng vào những người biểu tình ở bên ngoài trung tâm Bắc Kinh khi đang tiến từ phía tây vào Quảng trường: "Từ 10.000 đến 15.000 quân nhân mũ sắt vũ trang di chuyển về phía Bắc Kinh vào buổi chiều muộn của ngày 03 tháng 6... Lính dù tinh nhuệ đang di chuyển từ các đơn vị phía nam và xe tăng đã được cảnh báo di chuyển... Số lượng lớn, thực tế là họ trang bị mũ sắt, và các loại vũ khí tự động cho thấy rằng họ đang thực hiện tùy chọn dùng lực lượng vũ trang là có thật". Bức điện kết luận: "...không có bất cứ vụ xả súng nào vào sinh viên trên quảng trường cũng như ở tượng đài... thỉnh thoảng có nghe tiếng súng nhưng những người lính vào quảng trường chỉ được trang bị "vũ khí chống bạo động"...". Bức điện khẳng định chỉ "thỉnh thoảng có nghe tiếng súng" tại bên ngoài quảng trường, tại khu vực trung tâm của thành phố, còn binh lính tiến vào quảng trường thì chỉ có "vũ khí chống bạo động". Trong năm 2009, James Miles, phóng viên BBC tại Bắc Kinh vào thời điểm đó, thừa nhận rằng ông đã "truyền đạt ấn tượng sai lầm" và cho biết rằng "không hề có vụ thảm sát nào tại Quảng trường Thiên An Môn, mặc dù đã có một vụ thảm sát tại Bắc Kinh". Gregory Clark đã đăng một nghiên cứu năm 2008 trên tờ Japan Times, kết luận "vụ thảm sát tại Quảng trường là một huyền thoại", ông giải thích cách mà New York Times và các phương tiện truyền thông phương Tây đã mô tả sự kiện tại Thiên An Môn như là "thảm sát", trong khi tất cả các bằng chứng đều đưa ra kết luận rằng không có vụ thảm sát diễn ra tại Quảng trường Thiên An Môn.

## Hậu quả

### Những vụ bắt giữ sau đó
Trong và sau cuộc biểu tình, chính quyền đã tìm cách bắt giữ và truy tố một số sinh viên lãnh đạo Phong trào Dân chủ Trung Quốc, đáng chú ý nhất là Vương Đan, Sài Linh, Triệu Thường Thanh và Örkesh Dölet (ئۆركەش دۆلەت). Vương Đan đã bị bắt, kết án và tống giam, sau đó đã được phép di cư tới Hoa Kỳ vì lý do y tế. Vì là gương mặt kém nổi bật hơn của phong trào, Triệu Thường Thanh đã được thả chỉ sau sáu tháng ngồi tù. Tuy nhiên, anh ta một lần nữa bị tống giam vì tiếp tục yêu cầu cải cách chính trị tại Trung Quốc. Örkesh Dölet bỏ trốn sang Đài Loan. Anh ta đã lập gia đình và làm việc như một nhà bình luận chính trị trên kênh truyền hình quốc gia Đài Loan. Sài Linh bỏ trốn sang Pháp, và sau đó tới Hoa Kỳ.
Các hoạt động biểu tình nhỏ hơn tiếp tục diễn ra ở các thành phố khác trong vài ngày. Một số cán bộ các trường đại học và sinh viên, những người đã chứng kiến các vụ giết hại tại Bắc Kinh đã tổ chức lại hay khuyến khích khác sự kiện tưởng nhớ khi họ quay về. Tuy nhiên, những hành động đó nhanh chóng bị dập tắt, và những người tổ chức bị thanh trừng.
Giới chức Trung Quốc nhanh chóng xét xử và hành quyết nhiều công nhân bị bắt giữ tại Bắc Kinh. Trái lại, các sinh viên - nhiều người trong số họ xuất thân từ các gia đình có ảnh hưởng và có quan hệ tốt với chính quyền - bị kết án nhẹ hơn. Thậm chí Vương Đan, lãnh đạo sinh viên và là người đứng đầu trong danh sách truy nã, cũng chỉ bị kết án bảy năm tù. Tuy thế, nhiều sinh viên và cán bộ các trường đại học bị ghi vào sổ đen chính trị, một số người không bao giờ được bổ dụng lần nữa.
Giới lãnh đạo Đảng trục xuất Triệu Tử Dương khỏi Ủy ban Thường trực Bộ Chính trị Đảng Cộng sản Trung Quốc, vì ông phản đối thiết quân luật, Triệu Tử Dương bị quản thúc tại gia cho tới khi chết. Hồ Khởi Lập, một thành viên khác của Uỷ ban thường trực Bộ chính trị phản đối thiết quân luật bị tước quyền bỏ phiếu, và cũng bị trục xuất khỏi uỷ ban. Tuy nhiên, ông vẫn giữ được đảng tịch, và sau khi "thay đổi quan điểm", được tái bổ nhiệm Thứ trưởng Bộ Công nghiệp Máy xây dựng và Điện tử. Những lãnh đạo Trung Quốc có đầu óc cải cách khác như Vạn Lý bị quản thúc tại gia ngay lập tức khi ra khỏi máy bay sau một chuyến công du nước ngoài bị cắt ngắn tại Sân bay Quốc tế Thủ đô Bắc Kinh, với lời giải thích chính thức vì "các lý do sức khoẻ". Khi Vạn Lý được bãi bỏ quản thúc tại gia sau khi "đã thay đổi ý kiến" ông ta, giống như Kiều Thạch, được chuyển tới một ví trí khác tương đương nhưng chỉ có thực quyền nghi lễ.
Sự kiện này giúp Giang Trạch Dân - khi ấy là thị trưởng Thượng Hải và không liên quan tới sự kiện này - trở thành Chủ tịch Cộng hòa Nhân dân Trung Hoa. Các thành viên chính phủ đã chuẩn bị một sách trắng giải thích quan điểm của chính phủ về những cuộc biểu tình. Một nguồn không được tiết lộ bên trong chính phủ Trung Quốc đã đưa lậu văn bản ra khỏi Trung Quốc và Public Affairs đã xuất bản nó vào tháng 1 năm 2001 với tên gọi Tiananmen Papers (Hồ sơ Thiên An Môn). Hồ sơ này bao gồm một đoạn trích từ câu nói của cựu lãnh đạo Đảng Vương Chấn ám chỉ sự đối phó với cuộc biểu tình của chính phủ.
Hai phóng viên đưa tin về sự kiện này ngày 4 tháng 6 trong bản tin hàng ngày lúc 19:00 trên Đài Truyền hình Trung ương Trung Quốc đã bị sa thải bởi họ thể hiện tình cảm đau xót. Ngô Tiểu Dũng, con trai một thành viên Uỷ ban Trung ương Đảng cộng sản Trung Quốc, và cựu bộ trưởng ngoại giao Trung Quốc và phó thủ tướng Ngô Học Khiêm bị đuổi khỏi Ban tiếng Anh Đài Phát thanh Quốc tế Trung Quốc. Tiền Lý Nhân, giám đốc Nhân dân Nhật báo (tờ báo của Đảng Cộng sản Trung Quốc), cũng bị huyền chức vì các bài viết bày tỏ cảm tình với các sinh viên trên tờ báo này.

### Phản ánh của truyền thông
Những vụ biểu tình tại Quảng trường Thiên An Môn gây ảnh hưởng rất nhiều tới danh tiếng Cộng hòa Nhân dân Trung Hoa tại phương Tây. Truyền thông phương Tây đã được mời tới để đưa tin cuộc viếng thăm của Mikhail Sergeyevich Gorbachyov trong tháng 5, và vì thế họ có cơ hội tuyệt vời để đưa tin trực tiếp về cuộc đàn áp của chính phủ thông qua các mạng lưới như BBC và CNN. Những người phản kháng cũng nắm lấy cơ hội này, tạo ra các biểu ngữ và biểu tượng được thiết kế đặc biệt cho khán giả truyền hình quốc tế. Việc đưa tin càng dễ dàng hơn nhờ những cuộc xung đột gay gắt trong chính phủ Trung Quốc về cách giải quyết vấn đề. Vì thế báo chí không bị ngăn cản ngay lập tức.
Sau này tất cả các mạng truyền thông quốc tế đều bị ra lệnh ngừng đưa tin từ thành phố trong cuộc đàn áp khi chính phủ ngăn cấm tất cả các cuộc truyền tin qua vệ tinh. Các phóng viên đã tìm cách lách luật, đưa tin qua điện thoại. Những đoạn phim nhanh chóng được đưa lậu ra khỏi Trung Quốc, gồm cả hình ảnh "Người biểu tình vô danh". Mạng truyền thông duy nhất ghi được một số hình ảnh trong đêm là TVE.
Phóng viên CBS Richard Roth và người quay phim của mình đã bị tống giam trong cuộc đàn áp. Roth bị bắt khi đang đưa tin từ quảng trường qua điện thoại di động. Với giọng nói như đang phát điên, mọi người nghe được anh ta kêu những tiếng giống như "Ôi, không! Ôi, không!" trước khi điện thoại bị tắt. Sau này anh ta đã được thả ra, chỉ bị thương nhẹ trên mặt sau một cuộc ẩu đả với các nhân viên an ninh Trung Quốc đang tìm cách tịch thu chiếc điện thoại. Roth sau này đã giải thích thực tế anh ta nói, "Đi thôi!"
Cuộc đàn áp biểu tình đã được truyền thông phương Tây lan truyền với đoạn video và những bức ảnh nổi tiếng về một người đàn ông đơn độc mặc áo sơ mi trắng đứng trước một đoàn xe tăng đang tiến vào Quảng trường Thiên An Môn. Được chụp ngày 5 tháng 6 khi đoàn xe đang đi trên giao lộ thuộc Đại lộ Trường An, với hình ảnh một người không vũ khí đứng ở giữa đường, cản bước đoàn xe tăng. Anh ta được cho là đã nói: "Tại sao các anh lại ở đây? Các anh không mang lại gì ngoài sự nghèo khổ." Khi người lính lái tăng tìm cách đi vòng tránh, "Người biểu tình vô danh" tiếp tục cản đường. Anh ta tiếp tục đứng trước đoàn tăng trong một khoảng thời gian, sau đó leo lên tháp pháo chiếc xe dẫn đầu và nói chuyện với những người lính bên trong. Sau khi quay về vị trí chặn đường, anh ta bị những người xung quanh kéo ra, có lẽ họ sợ anh ta sẽ bị bắn hay bị đè nát. Time Magazine đã đặt cho anh cái tên "Người biểu tình vô danh" và sau này coi anh là một trong 100 người có ảnh hưởng nhất thế kỷ 20. Bản tin ngắn trên tờ Sunday Express của Anh đã cho rằng đây là sinh viên Vương Duy Lâm, 19 tuổi, tuy nhiên, sự chân thực của tin này còn đang bị nghi ngờ. Điều gì đã xảy ra với "Người biểu tình vô danh" sau cuộc phản kháng vẫn chưa được biết. Trong một bài phát biểu trước President's Club năm 1999, Bruce Herschensohn — cựu phó trợ lý đặc biệt của Tổng thống Richard Nixon — đã thông báo rằng anh ta đã bị hành quyết 14 ngày sau đó. Trong cuốn Red China Blues: My Long March from Mao to Now (Những nỗi buồn Trung Quốc Cộng sản: Cuộc Trường chinh của tôi từ Mao tới Hiện tại), Jan Wong đã viết rằng người này vẫn đang sống và giấu mặt tại Trung Quốc đại lục. Trong Tử Cấm Thành, tác gia viết cho trẻ em người Canada William Bell tuyên bố rằng người đàn ông đó tên là Vương Ái Dân và đã bị giết hại ngày 9 tháng 6 sau khi bị bắt giam. Tuyên bố chính thức cuối cùng từ phía chính phủ Cộng hòa Nhân dân Trung Hoa về "Người biểu tình vô danh" là của Giang Trạch Dân trong một cuộc phỏng vấn năm 1990 với Barbara Walters; khi được hỏi về "Người biểu tình vô danh", Giang đã trả lời "chàng thanh niên đó không bao giờ, không bao giờ bị giết."
Những hình ảnh về vụ biểu tình - cùng với sự sụp đổ của chủ nghĩa cộng sản xảy ra cùng thời gian ấy tại Liên bang Xô viết và Đông Âu - đã góp phần mạnh mẽ hình thành nên các quan điểm và chính sách của phương Tây với Trung Quốc trong thập niên 1990 và trong cả thế kỷ 21. Các sinh viên biểu tình nhận được nhiều cảm tình từ phương Tây. Hầu như ngay lập tức, cả Hoa Kỳ và Cộng đồng Kinh tế châu Âu thông báo một lệnh cấm vận vũ khí, và hình ảnh một quốc gia đang cải cách cũng như một đồng minh giá trị chống lại Liên bang Xô viết của Trung Quốc đã bị thay thế bằng một chế độ độc tài. Các cuộc phản kháng tại Thiên An Môn thường dẫn tới các cuộc tranh luận về tự do hóa thương mại với Trung Quốc lục địa và bởi Blue Team của Hoa Kỳ như một bằng chứng rằng chính phủ Cộng hòa Nhân dân Trung Hoa là một mối đe doạ với hòa bình thế giới và các lợi ích của Hoa Kỳ.
Trong giới sinh viên Hoa kiều, các cuộc phản kháng tại Thiên An Môn đã dẫn tới việc thành lập các mạng lưới tin tức Internet như China News Digest và Tổ chức phi chính phủ China Support Network. Như một hậu quả từ sự kiện Thiên An Môn, các tổ chức như China Alliance for Democracy (Liên minh Trung Quốc vì Dân chủ) và Hiệp hội Tự trị Sinh viên và Học giả Trung Quốc đã được thành lập, dù các tổ chức này có ít ảnh hưởng chính trị từ sau thời gian giữa thập niên 1990.

### Nhận thức của phương Tây

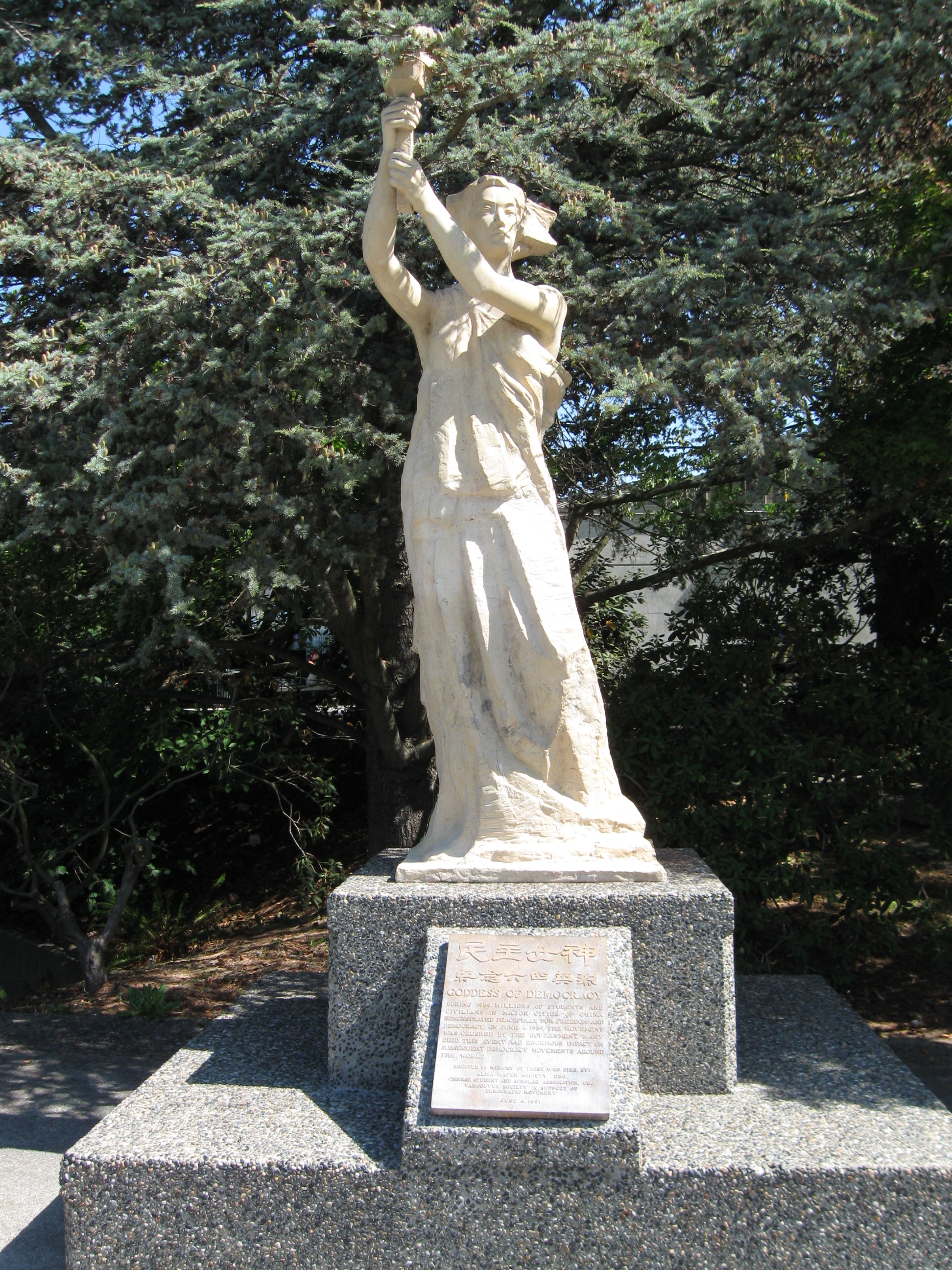
Một bức tượng bản sao của Nữ thần dân chủ, đặt trong khuôn viên Đại học University of British Columbia, Vancouver, Canada

Các học giả đã chỉ ra rằng tuy nhiều người ở châu Âu và châu Mỹ đánh giá các sự kiện đó theo các quan điểm văn hóa của riêng họ, phong trào này không tách biệt khỏi văn hóa Trung Quốc là khởi nguồn của nó. Đây không phải là một cuộc thể hiện của chủ nghĩa tự do tư sản mang hơi hướng dân chủ kiểu phương Tây. Như một nhà sử học đã lưu ý "Các sinh viên đưa nguyên tắc thống nhất lên trên tất cả các quy luật chính khác, trong khi nhận thức về dân chủ của họ không cho phép một sự cạnh tranh tự do giữa các ý tưởng khác nhau và chính nó mang khuynh hướng chủ nghĩa ưu thế. Theo nhiều cách các sinh viên trong sự kiện năm 1989, như các học giả Khổng giáo truyền thống, tiếp tục chấp nhập rằng quyền chỉ huy xã hội thuộc về một nhóm ưu thế có đạo đức và có giáo dục". Một poster được treo lên trong những cuộc biểu tình tháng 4 thể hiện tình cảm chung của những người biểu tình rằng người dân nông thôn không phải là lực lượng nắm quyền lực hàng đầu mà "ít nhất các công dân đô thị, các trí thức và các thành viên Đảng Cộng sản đã sẵn sàng cho dân chủ như bất kỳ một công dân nào sẵn sàng sống trong các xã hội dân chủ. Vì thế chúng ta phải tiến hành dân chủ toàn diện bên trong Đảng Cộng sản và bên trong các vùng đô thị". Chủ nghĩa ưu thế thành thị này đã làm ảnh hưởng tới việc khuấy động phong trào tại các vùng nông thôn.

### Ảnh hưởng trên các khuynh hướng chính trị trong nước
Các cuộc biểu tình trên Quảng trường Thiên An Môn đã làm mất đi quan niệm tự do hóa chính trị đang phát triển trong dân chúng hồi cuối thập niên 1980; vì thế, nhiều cải cách dân chủ được đề xuất trong thập niên 1980 đã bị bãi bỏ. Dù có đã có một số quyền tự do cá nhân được ban hành từ thời điểm đó, những cuộc tranh luận về những sự thay đổi cơ cấu trong chính phủ Cộng hòa Nhân dân Trung Hoa và vai trò của Đảng Cộng sản Trung Quốc vẫn là một chủ đề cấm kỵ.
Tại Hồng Kông, các cuộc biểu tình trên Quảng trường Thiên An Môn đã dẫn tới những lo ngại rằng Cộng hòa Nhân dân Trung Hoa sẽ không thực hiện các cam kết một quốc gia, hai chế độ khi nhận lại hòn đảo này năm 1997. Một hậu quả của nó là việc vị toàn quyền mới, Chris Patten, đã tìm cách mở rộng quyền cho Hội đồng Lập pháp Hồng Kông dẫn tới sự xích mích với Cộng hòa Nhân dân Trung Hoa. Đã có những cuộc thắp nến tưởng niệm thu hút hàng chục nghìn người ở Hồng Kông hàng năm từ năm 1989 và những cuộc tưởng niệm đó vẫn tiếp tục diễn ra sau khi quyền lực đã được chuyển giao cho Cộng hòa Nhân dân Trung Hoa năm 1997.
Những cuộc phản kháng cũng đánh dấu một sự thay đổi trong các quy ước chính trị, là đầu mối của các chính sách tại Cộng hòa Nhân dân Trung Hoa. Trước cuộc phản kháng, theo hiến pháp năm 1982, Chủ tịch nước chủ yếu chỉ là một chức vụ mang tính biểu tượng. Theo quy ước, quyền lực được phân chia giữa ba chức vụ Chủ tịch, Thủ tướng và Tổng thư ký Đảng Cộng sản Trung Quốc, mỗi người trong số họ đều đại diện cho một nhóm khác nhau, nhằm ngăn chặn sự độc quyền thái quá kiểu Mao Trạch Đông. Tuy nhiên, sau khi Dương Thượng Côn sử dụng quyền lực người đứng đầu nhà nước của mình để huy động quân đội, chức Chủ tịch một lần nữa lại là chức vụ nắm quyền lực thực sự. Vì thế, Chủ tịch nước đồng thời là Tổng thư ký Đảng cộng sản Trung Quốc, và được coi là người nắm quyền thực sự.
Năm 1989, cả quân đội Trung Quốc và cảnh sát Bắc Kinh đều không có phương tiện chống bạo động thích hợp, như đạn cao su, hơi cay vẫn thường được sử dụng ở phương Tây đối phó với các cuộc bạo loạn. Sau các cuộc biểu tình trên Quảng trường Thiên An Môn, cảnh sát chống bạo động tại các thành phố Trung Quốc đã được trang bị các vũ khí không gây chết người để kiểm soát bạo loạn.

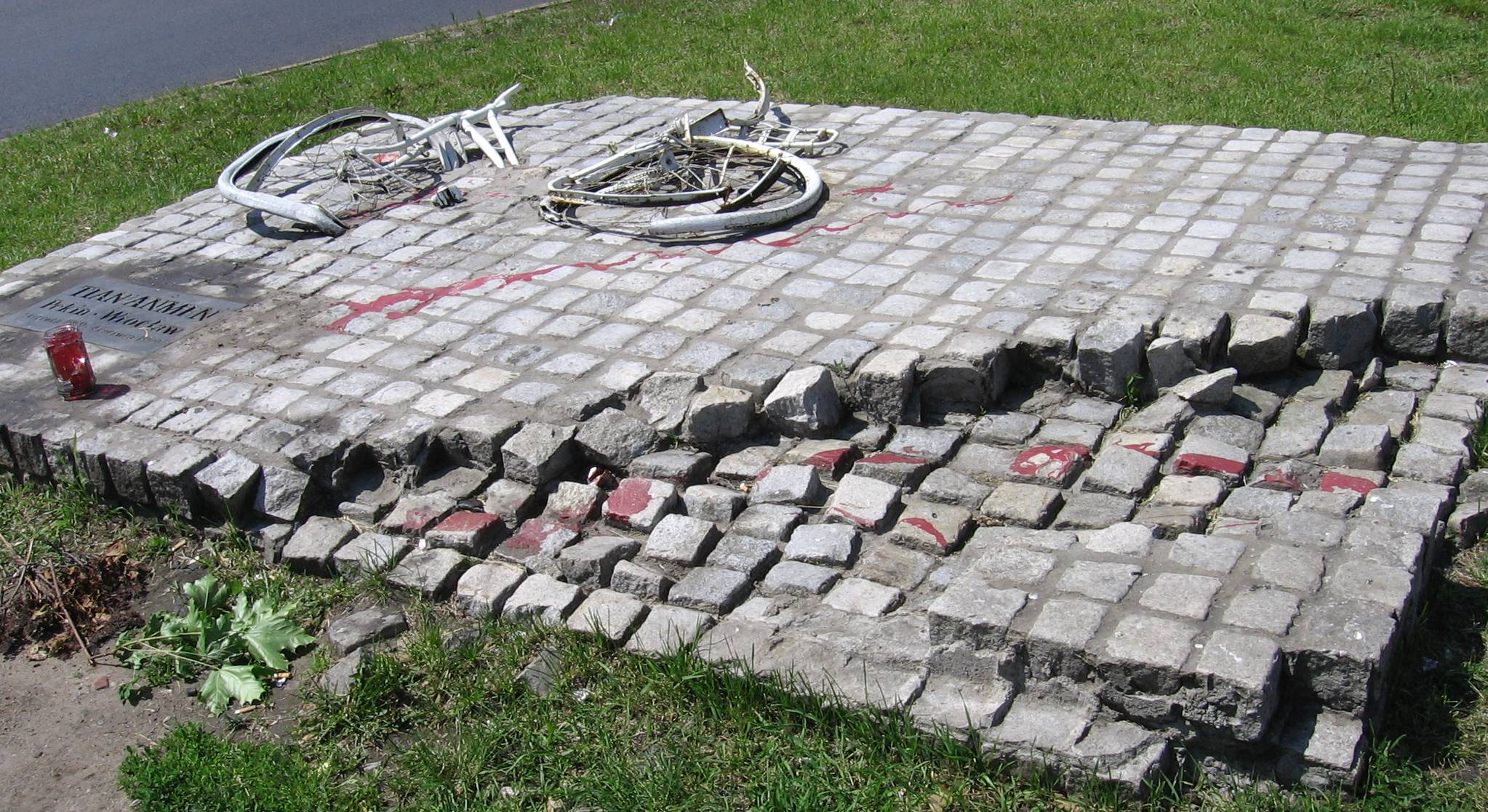
Một đài kỷ niệm với một chiếc xe đạp bị phá hỏng và một vệt xích xe tăng - biểu tượng của những cuộc biểu tình trên Quảng trường Thiên An Môn - tại thành phố Wrocław Ba Lan

### Ảnh hưởng kinh tế
Các cuộc biểu tình Thiên An Môn không đánh dấu sự chấm dứt của cải cách kinh tế. Như một hậu quả trực tiếp sau những cuộc phản kháng, phe bảo thủ trong Đảng Cộng sản Trung Quốc tìm cách xoá bỏ một số cải cách thị trường tự do đang được tiến hành như một phần của cải cách kinh tế Trung Quốc, và tái lập quyền kiểm soát hành chính với nền kinh tế. Tuy nhiên, những nỗ lực này đã gặp phải sự phản đối kiên quyết của các quan chức địa phương và đã hoàn toàn mất tác dụng hồi đầu thập niên 1990 sau sự sụp đổ của Liên bang Xô viết và chuyến đi về phương nam của Đặng Tiểu Bình. Sự tiếp tục của cải cách kinh tế dẫn tới tăng trưởng kinh tế trong thập niên 1990, cho phép chính phủ giành lại hầu hết sự ủng hộ của dân chúng mà họ đã mất năm 1989. Ngoài ra, không một lãnh đạo nào hiện nay của Cộng hòa Nhân dân Trung Hoa đóng vai trò chủ chốt trong quyết định đàn áp biểu tình, và một gương mặt chính trị quan trọng là Thủ tướng Ôn Gia Bảo đã từng là trợ thủ của Triệu Tử Dương tháp tùng ông tới gặp các sinh viên biểu tình.
Các lãnh đạo cuộc biểu tình tại Thiên An Môn không thể lập ra một phong trào hay một ý thức hệ chặt chẽ có khả năng tồn tại sau khoảng giữa thập niên 1990. Đa số lãnh đạo sinh viên đều xuất thân từ tầng lớp khá cao trong xã hội và được coi là ngoài tầm với của người dân thường. Một số trong số họ là những người theo chủ nghĩa xã hội và muốn đưa Trung Quốc trở về với con đường của chủ nghĩa xã hội. Nhiều tổ chức bắt đầu xuất hiện sau sự kiện Thiên An Môn nhanh chóng tan rã vì những cuộc đấu đá lẫn nhau. Nhiều nhà hoạt động dân chủ ở nước ngoài ủng hộ việc hạn chế thương mại với Trung Quốc đại lục dần mất tần ảnh hưởng cả trong và ngoài Trung Quốc. Một số tổ chức phi chính phủ có trụ sở tại Hoa Kỳ, với mục tiêu đưa cải cách dân chủ vào Trung Quốc không ngừng đưa ra các cáo buộc vi phạm nhân quyền tại Trung Quốc vẫn còn đó. Một trong những tổ chức lâu đời và có ảh hưởng nhất là China Support Network (CSN), được thành lập năm 1989 bởi một nhóm nhà hoạt động người Mỹ và Trung Quốc sau sự kiện Quảng trường Thiên An Môn.

### Một hố sâu ngăn cách thế hệ
Lớn lên với ít kỷ niệm về sự kiện Quảng trường Thiên An Môn năm 1989 và không biết gì về cuộc Cách mạng Văn hóa, nhưng lại được tận hưởng sự thịnh vượng và tầm ảnh hưởng ngày càng tăng của Cộng hòa Nhân dân Trung Hoa đang có trên trường quốc tế cũng như trước những khó khăn nước Nga đang gặp phải từ cuối cuộc Chiến tranh Lạnh, nhiều người Trung Quốc không còn coi việc tự do hóa chính trị là một vấn đề bức thiết nữa, thay vào đó là những chuyển đổi từ từ sang sự dân chủ hóa. Nhiều thanh niên Trung Quốc, trước sự trỗi dậy của Cộng hòa Nhân dân Trung Hoa, hiện quan tâm nhiều hơn tới phát triển kinh tế, chủ nghĩa quốc gia, bảo vệ môi trường, việc duy trì tầm ảnh hưởng trên các sự kiện quốc tế và nhận thức những sự yếu kém của chính phủ như trong vấn đề Vị thế chính trị Đài Loan hay quần đảo Điếu Ngư (Nhật Bản gọi là quần đảo Senkaku) đang tranh chấp với Nhật Bản.
Trong giới trí thức ở Trung Hoa lục địa, dấu ấn của các cuộc biểu tình trên Quảng trường Thiên An Môn dường như đã tạo nên một kiểu chia tách thế hệ. Giới trí thức, những người ở tuổi 20 khi các cuộc biểu tình diễn ra thường ít có cảm tình với chính phủ Cộng hòa Nhân dân Trung Hoa hơn những sinh viên trẻ sinh ra sau những cuộc cải cách của Đặng Tiểu Bình.
Trong giới công nhân thành thị, việc tiếp tục các cuộc cải cách thị trường trong thập niên 1990 đã mang lại cho họ tiêu chuẩn sống cao hơn cũng như một sự đảm bảo tốt hơn về mặt kinh tế.
Năm 2006, chương trình "Frontline" trên kênh PBS của Mỹ phát sóng một đoạn phim được quay tại Đại học Bắc Kinh, nhiều sinh viên ở trường này từng tham gia vào cuộc biểu tình năm 1989. Bốn sinh viên được hỏi về bức ảnh "Người biểu tình vô danh" nhưng không ai trong số họ biết sự kiện đó là gì. Một số trả lời đó là một cuộc duyệt binh hay một bức hình minh hoạ.

## Các vấn đề liên quan tới Sự kiện Thiên An Môn ngày nay

### Chủ đề cấm tại Lục địa Trung Quốc

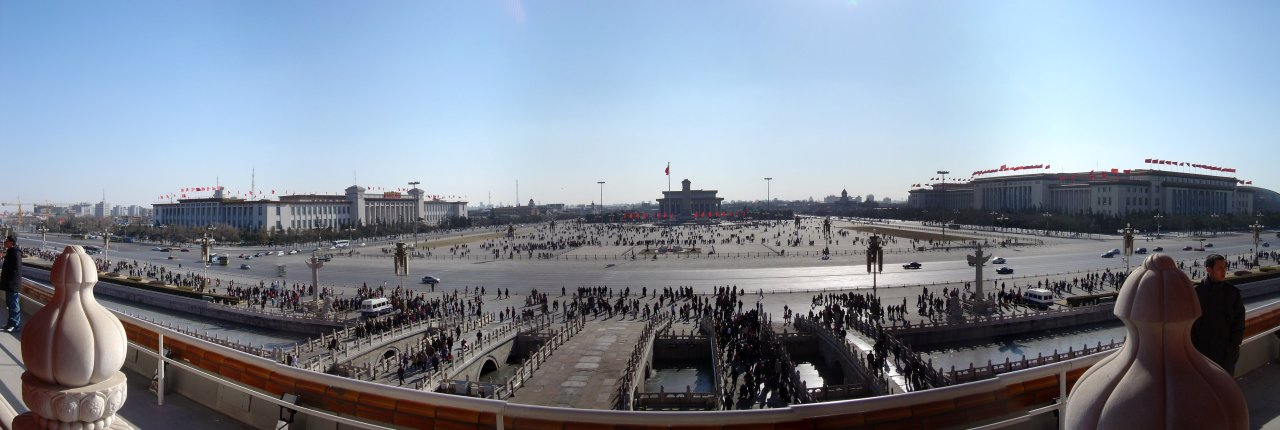
Quảng trường Thiên An Môn nhìn từ cổng Thiên An năm 2004.

Những vấn đề quanh sự kiện vẫn là một chủ đề cấm bởi chính phủ Trung Quốc, tuy một nhà chức trách Trung Quốc nói rằng "đây không phải một chủ đề nhạy cảm" và không nhạy cảm bằng cuộc Cách mạng Văn hóa. Trong khi thông tin về Cách mạng Văn hóa có thể thấy trên sách báo, trang web của chính phủ Trung Quốc thì sự kiện này hoàn toàn bị biến mất trên các phương tiện truyền thông của chính phủ Trung Quốc.
Tuy nhiên, các chương trình đưa tin tại Trung Quốc chỉ coi việc đàn áp là một hành động cần thiết để đảm bảo sự ổn định. Với giới trẻ Trung Quốc, thông thường họ không biết gì về những người biểu tình trên Quảng trường Thiên An Môn. Hàng năm, có một cuộc tuần hành lớn tại Hồng Kông, nơi mọi người tưởng niệm các nạn nhân và yêu cầu Cộng hòa Nhân dân Trung Hoa thay đổi quan điểm chính thức của mình.
Những bức thư thỉnh cầu về vụ việc vẫn thỉnh thoảng xuất hiện, đáng chú ý nhất là của Tiến sĩ Tưởng Ngạn Vĩnh và Những bà mẹ Thiên An Môn, một tổ chức được bà mẹ của một trong những nạn nhân bị giết hại năm 1989 lập ra để các gia đình tìm kiếm sự thực, sự bồi thường cho những đứa con đã mất, và quyền nhận quà tặng, đặc biệt là từ nước ngoài. Quảng trường Thiên An Môn được tuần tra chặt chẽ trong ngày kỷ niệm mùng 4 tháng 6 hàng năm để ngăn chặn bất kỳ hành động tưởng niệm nào có thể diễn ra tại đây.
Sau khi chính phủ trung ương Cộng hòa Nhân dân Trung Hoa cải tổ nhân sự năm 2004, nhiều thành viên nội các đã đề cập tới sự kiện Thiên An Môn. Tháng 10 năm 2004, trong chuyến thăm của Chủ tịch nước Hồ Cẩm Đào tới Pháp, ông đã lặp lại rằng "chính phủ tiến hành biện pháp kiên quyết để dẹp yên cơn bão chính trị năm 1989, và cho phép Trung Quốc có một chính phủ ổn định". Ông nhấn mạnh rằng quan điểm của chính phủ về sự kiện này sẽ không thay đổi.
Tháng 3 năm 2004, Thủ tướng Ôn Gia Bảo đã nói trong một cuộc họp báo rằng trong thập niên 1990 đã có một cơn bão chính trị tại Cộng hòa Nhân dân Trung Hoa, trong bối cảnh tan rã của Liên Xô và những thay đổi tận gốc rễ ở Đông Âu. Ông nói rằng Uỷ ban Trung ương Đảng Cộng sản đã thành công trong việc đưa ra chính sách mở cửa ổn định và bảo vệ "Sự nghiệp Chủ nghĩa Xã hội mang màu sắc Trung Quốc".
Năm 2005, Lý Ngao, một nhà hoạt động chính trị Đài Loan và một nhân vật truyền hình nổi tiếng, đã có một bài nói chuyện tại Đại học Bắc Kinh. Ông đã ám chỉ đến cuộc biểu tình năm 1989 khi nhắc tới sự kiện Bonus March tại Hoa Kỳ gần 50 năm trước, trong cuộc Đại Khủng hoảng. Trong bài nói này, ông thêm rằng bất kỳ một chính phủ quốc gia nào trên thế giới đều phải dùng tới sức mạnh quân sự khi quyền lực của họ bị đe doạ.

Vấn đề Thiên An Môn là một chủ đề nhạy cảm và bị cấm tại CHND Trung Hoa: Google tại Trung Quốc (bên trái, hiện đã bị phong tỏa) không xuất ra những hình ảnh liên quan đến vụ xô xát năm 1989, còn Google quốc tế (bên phải) thì lại xuất ra những hình ảnh liên quan đến vụ việc này

Hiện tại, vì chính sách kiểm duyệt của chính phủ Trung Quốc gồm cả việc kiểm duyệt Internet, truyền thông bị cấm đưa bất kỳ tin nào liên quan tới chủ đề này. Phần lịch sử này đã biến mất trên hầu hết các phương tiện truyền thông Trung Quốc, gồm cả internet. Không ai được phép tạo bất kỳ một website nào liên quan tới sự kiện. Mọi lệnh tìm kiếm trên Internet tại Trung Quốc đại lục đa phần sẽ chỉ là con số không, ngoài một phiên bản chính thức của chính phủ với quan điểm của họ, chủ yếu thuộc website của Nhân dân Nhật báo và các phương tiện truyền thông bị kiểm soát chặt chẽ khác .
Tháng 1 năm 2006, Google đã đồng ý kiểm duyệt site của họ tại Trung Quốc đại lục (http://www.google.cn/) để loại bỏ các thông tin về vụ thảm sát trên quảng trường Thiên An Môn năm 1989, cũng như các chủ đề khác như Độc lập Tây Tạng, phong trào tinh thần đã bị cấm Pháp Luân Công và Vị thế chính trị Đài Loan. Khi mọi người tìm kiếm các thông tin bị kiểm duyệt đó, sẽ có thông báo sau xuất hiện ở cuối mỗi trang liệt kê kết quả tìm kiếm: "Theo pháp luật pháp quy và chính sách nơi này, một bộ phận kết quả tìm kiếm chưa thể hiển thị". Các bài viết của Wikipedia về cuộc biểu tình năm 1989 cả bằng tiếng Anh và trên Wikipedia Trung văn, là một nguyên nhân dẫn tới sự phong tỏa Wikipedia của chính quyền đại lục.
Ngày 15 tháng 5 năm 2007, lãnh đạo Liên minh Dân chủ về sự Cải tiến ở Hương Cảng ủng hộ Bắc Kinh đã bị nhiều người chỉ trích khi tuyên bố "đó không phải là một vụ thảm sát", bởi không có "phát bắn có chủ đích và bừa bãi nào". Ông nói điều này cho thấy Hương Cảng "chưa đủ chín chắn" khi tin vào những tuyên bố bừa bãi của nước ngoài rằng đã xảy ra một vụ thảm sát. Ông nói vì Hương Cảng thiếu chủ nghĩa yêu nước và tính đồng nhất quốc gia, nên "chưa sẵn sàng cho dân chủ cho tới năm 2022". Những lời tuyên bố của ông đã bị lên án mạnh mẽ.
Ngày 4 tháng 6 năm 2007, ngày kỷ niệm vụ thảm sát một đoạn quảng cáo với dòng chữ "Để tỏ lòng kính trọng tới những bà mẹ kiên cường của những nạn nhân ngày 4 tháng 6" đã xuất hiện trên Thành Đô vãn báo. Sự việc đang được chính phủ Trung Quốc điều tra, và ban biên tập viên đã bị sa thải. Người thư ký thông qua đoạn quảng cáo này được cho là chưa từng nghe về vụ đàn áp ngày 4 tháng 6 và đã được nói rằng nó chỉ đề cập tới ngày kỷ niệm một thảm hoạ hầm mỏ.

### Cấm vận vũ khí Hoa Kỳ-Liên minh châu Âu
Lệnh cấm bán vũ khí cho Cộng hòa Nhân dân Trung Hoa của Hoa Kỳ và Liên minh châu Âu đã được đưa ra sau sự đàn áp bằng bạo lực những cuộc phản kháng ủng hộ dân chủ trên Quảng trường Thiên An Môn, hiện vẫn có hiệu lực. Cộng hòa Nhân dân Trung Hoa đã kêu gọi dỡ bỏ lệnh cấm từ nhiều năm nay và đang được một số ủng hộ từ phía các thành viên Hội đồng Liên minh châu Âu. Đầu năm 2004, Pháp đã dẫn đầu một phong trào vận động dỡ bỏ lệnh cấm bên trong EU. Cựu Thủ tướng Đức Gerhard Schröder đã công khai ủng hộ lập trường của cựu Tổng thống Pháp Jacques Chirac về việc xóa bỏ cấm vận.
Lệnh cấm vận vũ khí đã được thảo luận tại một cuộc họp thượng đỉnh Cộng hòa Nhân dân Trung Hoa-EU tại Hà Lan từ ngày 7 đến ngày 9 tháng 12 năm 2004. Trong khi cuộc họp thượng đỉnh diễn ra, Cộng hòa Nhân dân Trung Hoa đã tìm cách gia tăng sức ép lên Hội đồng EU để dỡ bỏ lệnh cấm vận khi cảnh báo rằng lệnh này sẽ làm tổn hại tới những mối quan hệ Trung Hoa-EU. Thứ trưởng ngoại giao Trung Quốc Zhang Yesui gọi lệnh này là "lỗi thời", và ông nói với các nhà báo "nếu lệnh cấm được duy trì, quan hệ song phương chắc chắn sẽ bị ảnh hưởng". Cuối cùng, Hội đồng châu Âu vẫn không dỡ bỏ lệnh cấm vận. Người phát ngôn EU Françoise le Bail nói vẫn còn có những lo ngại về cam kết của Cộng hòa Nhân dân Trung Hoa về nhân quyền. Nhưng ở thời điểm đó, EU thực sự có cam kết đàn phán để dỡ bỏ lệnh cấm vận.
Cộng hòa Nhân dân Trung Hoa tiếp tục gây áp lực đòi dỡ bỏ lệnh này, và một số quốc gia thành viên đã bắt đầu từ bỏ quan điểm của mình. Jacques Chirac đã yêu cầu hủy bỏ lệnh này từ giữa năm 2005. Tuy nhiên, "Luật Chống chia cắt đất nước" của Cộng hòa Nhân dân Trung Hoa được thông qua tháng 3 năm 2005 đã làm gia tăng căng thẳng giữa hai bờ eo biển Đài Loan, đe dọa những nỗ lực dỡ bỏ cấm vận, và nhiều thành viên Hội đồng châu Âu đã thay đổi ý định. Các thành viên Hạ viện Hoa Kỳ cũng đã đề xuất những hạn chế trong việc chuyển giao các kỹ thuật quân sự cho EU nếu họ dỡ bỏ lệnh cấm vận. Vì thế Hội đồng châu Âu không đạt được sự đồng nhất, dù Pháp và Đức vận động cho việc này, lệnh cấm vận vẫn được duy trì.
Anh Quốc nắm chức Chủ tịch EU tháng 7 năm 2005, khiến việc dỡ bỏ lệnh này trong thời gian giữ chức vụ của họ không thể diễn ra. Anh Quốc luôn giữ một số quan điểm trong việc dỡ bỏ cấm vận và muốn để nó sang một bên, hơn là làm xấu đi quan hệ EU-Hoa Kỳ. Các vấn đề khác như sự thất bại của Hiến pháp châu Âu và sự bất đồng tiếp diễn về Ngân sách châu Âu cũng như Chính sách Nông nghiệp chung khiến lệnh cấm vận càng ít được chú ý. Anh Quốc muốn dùng chức chủ tịch của mình để tăng cường cải cách bán xỉ trong EU, vì thế việc dỡ bỏ cấm vận càng không có cơ hội xảy ra. Việc José Manuel Barroso trúng cử chức Chủ tịch Ủy ban châu Âu càng gây khó khăn cho việc dỡ bỏ cấm vận. Tại một cuộc gặp gỡ với các lãnh đạo Trung Quốc hồi giữa tháng 7 năm 2005, ông nói thành tích nhân quyền kém cỏi của Trung Quốc sẽ cản trở bất kỳ thay đổi nào trong lệnh cấm bán vũ khí cho Trung Quốc của EU.
Chính trị cũng đã thay đổi tại các quốc gia từng ủng hộ việc dỡ bỏ cấm vận. Schröder thất bại trong cuộc bầu cử liên bang Đức năm 2005 trước Angela Merkel, bà trở thành Thủ tướng ngày 22 tháng 11 năm 2005 - Merkel tỏ rõ quan điểm phản đối việc dỡ bỏ lệnh cấm. Jacques Chirac đã tuyên bố ông không ra tranh cử chức Tổng thống Pháp một lần nữa năm 2007. Người kế nhiệm ông, Nicolas Sarkozy, có khuynh hướng thân Mỹ hơn và cũng không ủng hộ việc dỡ bỏ lệnh cấm.
Ngoài ra, Nghị viện châu Âu luôn phản đối việc dỡ bỏ lệnh cấm bán vũ khí cho Trung Quốc. Dù việc không cần có sự đồng ý của cơ quan này trong việc hủy bỏ lệnh cấm, nhiều người cho rằng điều này phản ánh đúng lòng mong muốn của nhân dân châu Âu hơn vì đây là cơ quan đại biểu do người dân châu Âu trực tiếp bầu ra— Hội đồng châu Âu được chỉ định bởi các quốc gia thành viên. Nghị viện châu Âu đã nhiều lần phản đối bất kỳ một sự dỡ bỏ lệnh cấm buôn bán vũ khí nào với Cộng hòa Nhân dân Trung Hoa:
- Nghị quyết ngày 28 tháng 4 năm 2005, về Báo cáo hàng Năm về Nhân quyền trên Thế giới năm 2004 và chính sách của EU về vấn đề này,
- Nghị quyết ngày 23 tháng 10 năm 2003, về báo cáo hàng năm từ Ủy ban thuộc Nghị viện châu Âu về các khía cạnh chính và các lựa chọn cơ bản của CFSP, nhấn mạnh trên một giải pháp hòa bình cho vấn đề Đài Loan thông qua thương lượng giữa hai bờ Eo biển Đài Loan và kêu gọi Trung Quốc rút tên lửa khỏi các tỉnh ven eo biển Đài Loan, và
- Nghị quyết về quan hệ giữa EU, Trung Quốc và Đài Loan và an ninh vùng Viễn Đông ngày 7 tháng 7 năm 2005. EP đã nhiều lần lưu ý rằng tình trạng nhân quyền hiện tại ở Trung Quốc, với những quyền dân sự căn bản, quyền tự do văn hóa và chính trị không đáp ứng các tiêu chuẩn quốc tế được Trung Quốc công nhận.

Lệnh cấm vẫn vũ khí ngăn cản việc lựa chọn mua trang bị vũ khí của Trung Quốc. Trong số các nguồn được tìm kiếm gồm các nước từng thuộc Liên Xô mà mối quan hệ đã được bình thường hóa sau khi Liên Xô sụp đổ. Các nhà cung cấp khác gồm Israel và Nam Phi, nhưng áp lực từ phía Hoa Kỳ đã hạn chế những sự hợp tác tương lai.

### Bồi thường
Dù chính phủ Trung Quốc chưa bao giờ chấp nhập đã hành động sai, trong tháng 4 năm 2006 đã có một khoản chi cho gia đình của một trong những nạn nhân, trường hợp bồi thường công khai đầu tiên của chính phủ với gia đình nạn nhân liên quan tới sự kiện Thiên An Môn. Khoản chi được gọi là "hỗ trợ khó khăn" cho Đường Đức Anh, con trai của bà Chu Quốc Thông, chết khi 15 tuổi trong khi bị cảnh sát giam giữ tại Thành Đô ngày 6 tháng 6 năm 1989, hai ngày sau khi Quân đội Trung Quốc giải tán những người phản kháng trên quảng trường Thiên An Môn. Người phụ nữ này được thông báo đã nhận được 70.000 tệ (xấp xỉ $8.700 USD). Hành động này đã được nhiều nhà hoạt động người Trung Quốc đón nhận, nhưng bị một số người coi là hành động giữ ổn định xã hội và không tin có sự thay đổi trong quan điểm chính thức của Đảng Cộng sản.

## Nhận định
Ngày 9 tháng 6 năm 1989, Đặng Tiểu Bình có bài phát biểu trước các cán bộ quân đội ở Bắc Kinh:
Cuộc khủng hoảng này dù sớm hay muộn, nó sẽ phải xảy ra. Đó chỉ là vấn đề thời gian và quy mô. Diễn ra bây giờ thì tốt hơn cho chúng ta. Chúng ta có một số lượng lớn các đồng chí dày dạn kinh nghiệm. Họ đã trải qua nhiều cuộc khủng hoảng và hiểu được lợi ích của người dân. Họ ủng hộ hành động kiên quyết chống lại các cuộc bạo loạn. Mặc dù một số đồng chí trong thời gian vừa qua không hiểu rõ vấn đề, cuối cùng các đồng chí đó sẽ hiểu ra và sẽ ủng hộ quyết định tập thể của trung ương.
...Khi mọi thứ nổ ra, rất rõ ràng. Khẩu hiệu chính của chúng chủ yếu là 2 việc, một là lật đổ Đảng Cộng sản, và hai là lật đổ hệ thống xã hội chủ nghĩa. Mục đích của chúng là thiết lập một nền cộng hòa tư sản. Người dân yêu cầu chính phủ chống tham nhũng, và chắc chắn chúng ta chấp nhận yêu cầu đó. Khẩu hiệu chống tham nhũng được đưa ra bởi những người có động cơ ngầm cũng nên được chấp nhận như những ý kiến tốt. Tuy nhiên, khẩu hiệu này chỉ là một trong những chiêu bài của chúng, và mục đích cốt lõi của những kẻ đó là đánh bại Đảng Cộng sản và lật đổ hệ thống xã hội chủ nghĩa... Vậy đường lối cơ bản của cải cách mở cửa là sai ư? Không có gì sai cả. Không có cải cách và mở cửa, làm sao đất nước có ngày hôm nay?

## Dấu ấn trong văn hóa

### Âm nhạc
- Ban nhạc The Hooters đã ghi âm bài hát "500 Miles" (500 dặm) thời Nội chiến Mỹ năm 1989 trong album Zig Zag của họ, với bộ ba nhạc dân gian Peter, Paul and Mary, và thêm vào những lời mới đề cập tới cuộc biểu tình (A hundred tanks along the square, One man stands and stops them there - Một trăm chiếc xe tăng dọc theo quảng trường, Một người đứng chặn chúng ở đó).
- Bài hát với chủ đề lịch sử "We Didn't Start the Fire" (Chúng ta không khởi động trận bắn giết) ("Trung Quốc dưới thiết quân luật") của Billy Joel
- "Democracy" của Leonard Cohen ("...from those nights in Tiananmen Square" -...từ những đêm đó trên Quảng trường Thiên An Môn)
- Bài hát "Trung Quốc" của Joan Baez năm 1989
- "The Tiananmen Man" của Nevermore
- "Watching TV" trong album solo Amused to Death của Roger Waters năm 1992
- "Karate" của Tenacious D
- "Hypnotize" của System of a Down
- "Faith" của The Cure cùng ngày với vụ thảm sát, dành tặng những người đã mất
- Cùng khoảng thời gian diễn ra sự kiện, nhiều ca sĩ nhạc pop Đài Loan đã tụ họp hát một bài ca đặc biệt với tên gọi "Vết thương của lịch sử". Bài hát này đã trở thành một trong những bài hát cho tới ngày nay vẫn làm dâng tràn cảm xúc trong lòng những người Hoa ở nước ngoài, đặc biệt là những người ủng hộ dân chủ, vì ảnh hưởng sâu sắc của cuộc phản kháng tại Cộng hòa Nhân dân Trung Hoa.
- "Arrested in Shanghai" của Rancid trong album Indestructible có một dòng: So I protest the massacres at the Tiannamen Square (Vì thế tôi phản đối các vụ thảm sát tại Quảng trường Thiên An Môn)
- "Roll Right" của Rage Against the Machine gồm đoạn: Lick off the shot my stories shock you like Ellison, main line adrenalin, Gaza to Tiananme
- "Tin Omen" của nhóm nhạc Canada Skinny Puppy có những lời nói tới những cuộc phản kháng cũng như cuộc phản kháng tại Đại học Kent State
- Trong video ca nhạc "They Don't Care About Us" của ca sĩ Michael Jackson cũng có một số hình ảnh của sự kiện Thiên An Môn.

### Truyền hình
- Trong The Simpsons, phần "Goo Goo Gai Pan", có một cảnh với một tấm bảng viết "On this spot in 1989, nothing happened" (Ở nơi này năm 1989, không có điều gì xảy ra). Ngoài ra, Selma còn xuất hiện phía trước một chiếc xe tăng do một sĩ quan Trung Quốc điều khiển. Cảnh quay từ cùng góc như bức ảnh "Người biểu tình vô danh" nổi tiếng.
- Phóng viên tin tức kỳ cựu của CNN Kyra Phillips đã đưa ra những lời chỉ trích vào tháng 3 năm 2006 khi bà so sánh Các cuộc phản kháng lao động tại Pháp năm 2006, trong đó không một người nào thiệt mạng, với những cuộc phản kháng trên Quảng trường Thiên An Môn, nói "Phần nào thấy lại những kỷ niệm về Quảng trường Thiên An Môn, khi bạn thấy những nhà hoạt động đó phía trước những chiếc xe tăng".[125] Chris Burns của CNN đã nói với Bộ trưởng ngoại giao Pháp Philippe Douste-Blazy rằng những lời so sánh của bà là "đáng tiếc".[126]

## Xem thêm

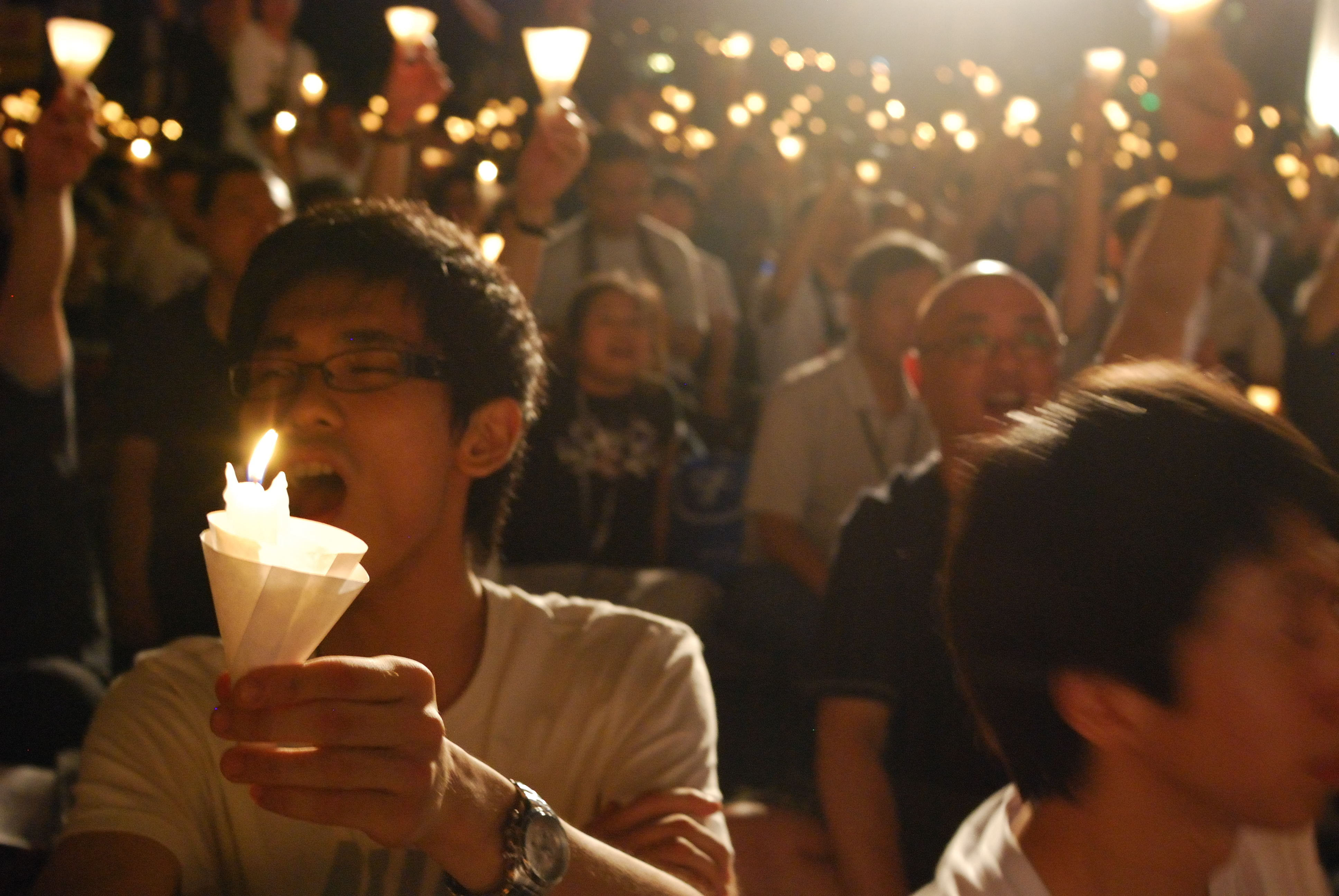
Thắp nến tưởng niệm năm 2009 tại Hồng Kông